# Nintendo
Công ty Trách nhiệm Hữu hạn Nintendo (Nhật: 任天堂株式会社 (Nhiệm-Thiên-Đường Châu thức Hội xã) Hepburn: Nintendō Kabushiki-gaisha) là một công ty kinh doanh hàng tiêu dùng điện tử và trò chơi điện tử đa quốc gia của Nhật Bản có trụ sở chính tại Kyoto. Công ty thành lập vào năm 1889 với tên Nintendo Karuta bởi thợ thủ công Yamauchi Fusajiro, ban đầu sản xuất bài lá hanafuda làm bằng tay. Sau khi mạo hiểm tham gia vào nhiều ngành kinh doanh khác nhau trong những năm 1960 và có được tư cách pháp nhân là công ty đại chúng lấy tên như hiện tại, Nintendo đã phân phối máy chơi trò chơi điện tử đầu tiên của mình, Color TV-Game, vào năm 1977. Công ty đã được toàn thế giới công nhận với việc phát hành Nintendo Entertainment System và Super Mario Bros. vào năm 1985.
Kể từ đó, Nintendo đã sản xuất một số máy chơi trò chơi điện tử thành công nhất trong ngành công nghiệp trò chơi điện tử, chẳng hạn như Game Boy, Super Nintendo Entertainment System, Wii và Nintendo Switch. Nintendo cũng đã phát hành nhiều nhượng quyền thương mại có ảnh hưởng, bao gồm Donkey Kong, Mario, The Legend of Zelda, Kirby, Metroid, Fire Emblem, Splatoon, Super Smash Bros. và Pokémon.
Nintendo có nhiều công ty con ở Nhật Bản và nước ngoài, còn có các đối tác kinh doanh như The Pokémon Company và HAL Laboratory. Cả công ty và đội ngũ nhân viên đã nhận được nhiều giải thưởng cho những thành tựu của họ, bao gồm Giải Emmy về Công nghệ & Kỹ thuật - Emmy Awards for Technology & Engineering, Giải thưởng do Nhà phát triển trò chơi bình chọn - Game Developers Choice Awards, Giải thưởng trò chơi điện tử của Viện hàn lâm Anh - British Academy Games Awards cùng những giải thưởng khác. Nintendo là một trong những công ty giàu có và giá trị nhất tại thị trường Nhật Bản.

## Lịch sử
Bài chi tiết: Lịch sử của Nintendo

### 1889–1969: Lịch sử sơ khai

#### 1889–1929: Xuất thân là một công ty thẻ bài

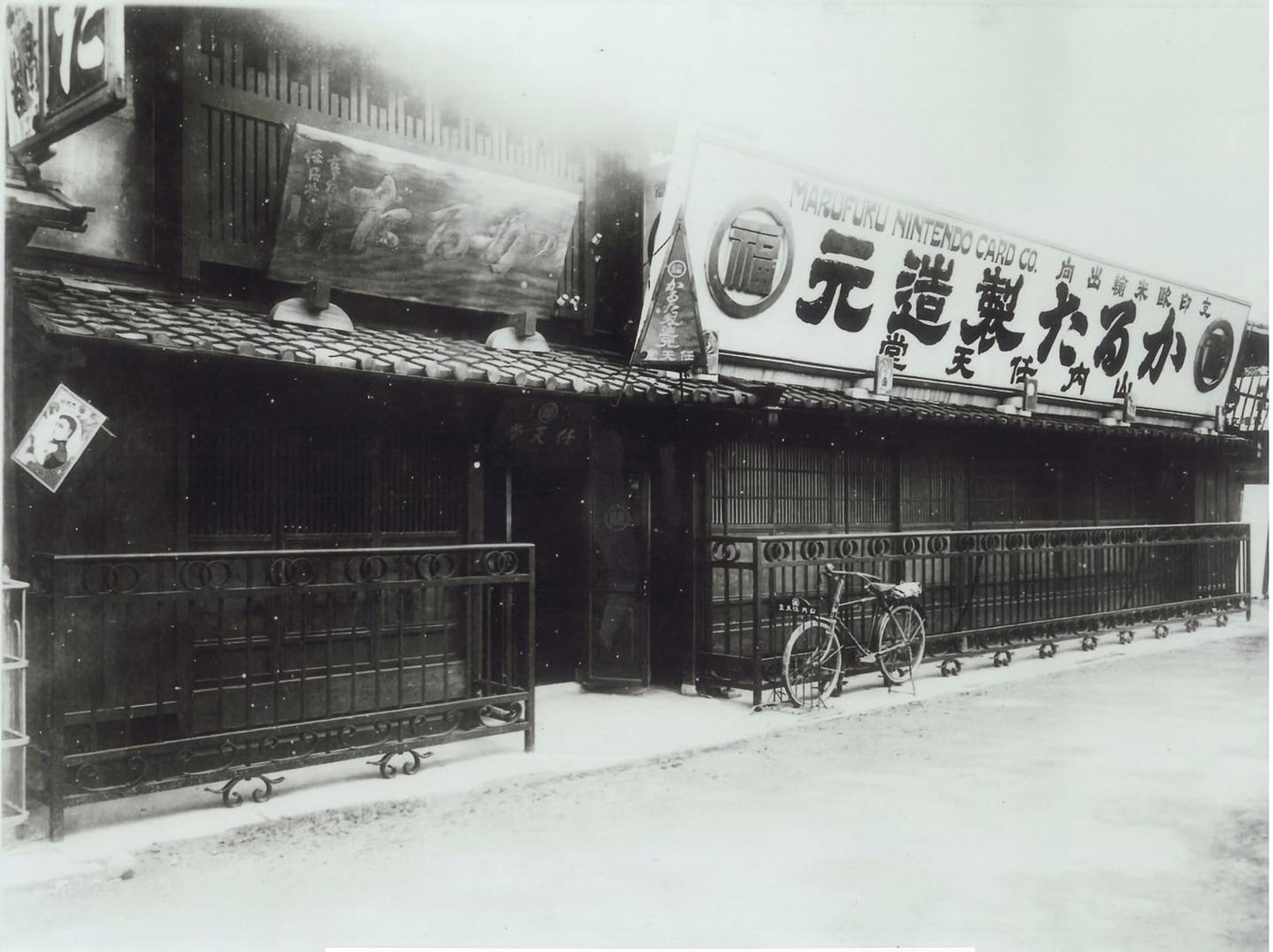
Trụ sở chính của Nintendo (những năm 1889–1950) và xưởng ở Shimogyō-ku, Kyoto. Phần bên phải đã được xây dựng lại (ảnh dưới), trong khi phần bên trái được cho là đã bị phá bỏ vào năm 2004.

Nintendo được thành lập với tên gọi ban đầu là Nintendo Karuta vào ngày 23 tháng 9 năm 1889 bởi thợ thủ công Yamauchi Fusajiro ở Shimogyō-ku, Kyoto, Nhật Bản, để sản xuất và phân phối hanafuda:14. Từ Nintendo thường được cho là có nghĩa 'phó mặc thời vận cho trời:14nhưng không có ghi chép lịch sử nào xác thực giả định này. Nó có thể được dịch là 'đền thờ tự do của hanafuda'. Yamauchi sản xuất những quân bài này bằng vỏ cây dâu tằm trắng, và được ông vẽ bằng tay:14. Ông đã bán chúng công khai, dù thực tế là cờ bạc đã bị chính quyền Nhật Bản cấm từ năm 1633, có thể vì các lá bài có hình ảnh minh họa chứ không phải con số.
Với sự gia tăng phổ biến của bài lá, Yamauchi đã thuê các trợ lý để sản xuất hàng loạt nhằm đáp ứng nhu cầu. Tuy nhiên, mặc dù có một khởi đầu thuận lợi, công ty gặp khó khăn về tài chính do quy trình sản xuất chậm và tốn kém, giá thành sản phẩm lại cao, cùng với việc hoạt động trong một thị trường ngầm, cũng như độ bền của lá bài ảnh hưởng không ít đến doanh thu do tỷ lệ hư hỏng quá thấp. Như một giải pháp, Nintendo đã sản xuất một dòng máy chơi bài rẻ hơn và chất lượng thấp hơn, Tengu, đồng thời tìm cách bán sản phẩm ra các thành phố khác như Osaka, nơi sẽ thu được lợi nhuận đáng kể từ trò đánh bài. Ngoài ra, các thương gia địa phương quan tâm đến triển vọng đổi mới liên tục các bộ bài, do đó tránh được những nghi ngờ về việc tái sử dụng lá bài.
Năm 1902, theo dữ liệu của công ty, bộ bài mang phong cách phương Tây đầu tiên của Nintendo được đưa ra thị trường, mặc dù các tài liệu khác đã hoãn đến năm 1907, ngay sau Chiến tranh Nga-Nhật. Chiến tranh đã tạo ra những khó khăn đáng kể cho các công ty trong lĩnh vực giải trí, vốn phải chịu các loại thuế mới như Karuta Zei ('thuế chơi bài'). Mặc dù vậy, Nintendo vẫn tồn tại.
Năm 1907, công ty ký một thỏa thuận với Nihon Senbai - sau này được gọi là Japan Tobacco - để tiếp thị bài lá của mình cho các cửa hàng thuốc lá khác nhau trên khắp đất nước.
Đến năm 1915, trên một tờ lịch quảng cáo do Nintendo phát hànhtừ thời Taishō, cho thấy công ty có tên là Yamauchi Nintendo và sử dụng thương hiệu Marufuku Nintendo Co. cho các lá bài.
Văn hóa Nhật Bản quy định rằng để cho Nintendo Koppai tiếp tục hoạt động kinh doanh theo truyền thống gia đình sau khi Yamauchi nghỉ hưu, thì Yamauchi phải nhận nuôi con rể của mình để ông có thể tiếp quản công việc kinh doanh. Kết quả là Kaneda Sekiryo đổi sang họ Yamauchi vào năm 1907 và trở thành chủ tịch thứ hai của Nintendo Koppai vào năm 1929. Vào thời điểm đó, Nintendo Koppai là công ty bài lá lớn nhất tại Nhật Bản.

#### 1929–1968: Mở rộng và đa dạng hóa
Năm 1933, Kaneda Sekiryo thành lập công ty với tư cách là đối tác chung mang tên Yamauchi Nintendo & Co. Ltd., đầu tư vào việc xây dựng trụ sở công ty mới nằm bên cạnh tòa nhà ban đầu, gần ga xe lửa Toba-kaidō. Bởi vì cuộc hôn nhân của Sekiryo với con gái Yamauchi không có người thừa kế nào là nam giới, ông đã lên kế hoạch nhận con rể Inaba Shikanojo, một họa sĩ trong công ty và là cha của cháu trai ông là Hiroshi, sinh năm 1927. Tuy nhiên, Inaba đã từ bỏ gia đình và công ty, vì vậy Hiroshi trở thành người kế vị cuối cùng của Sekiryo.

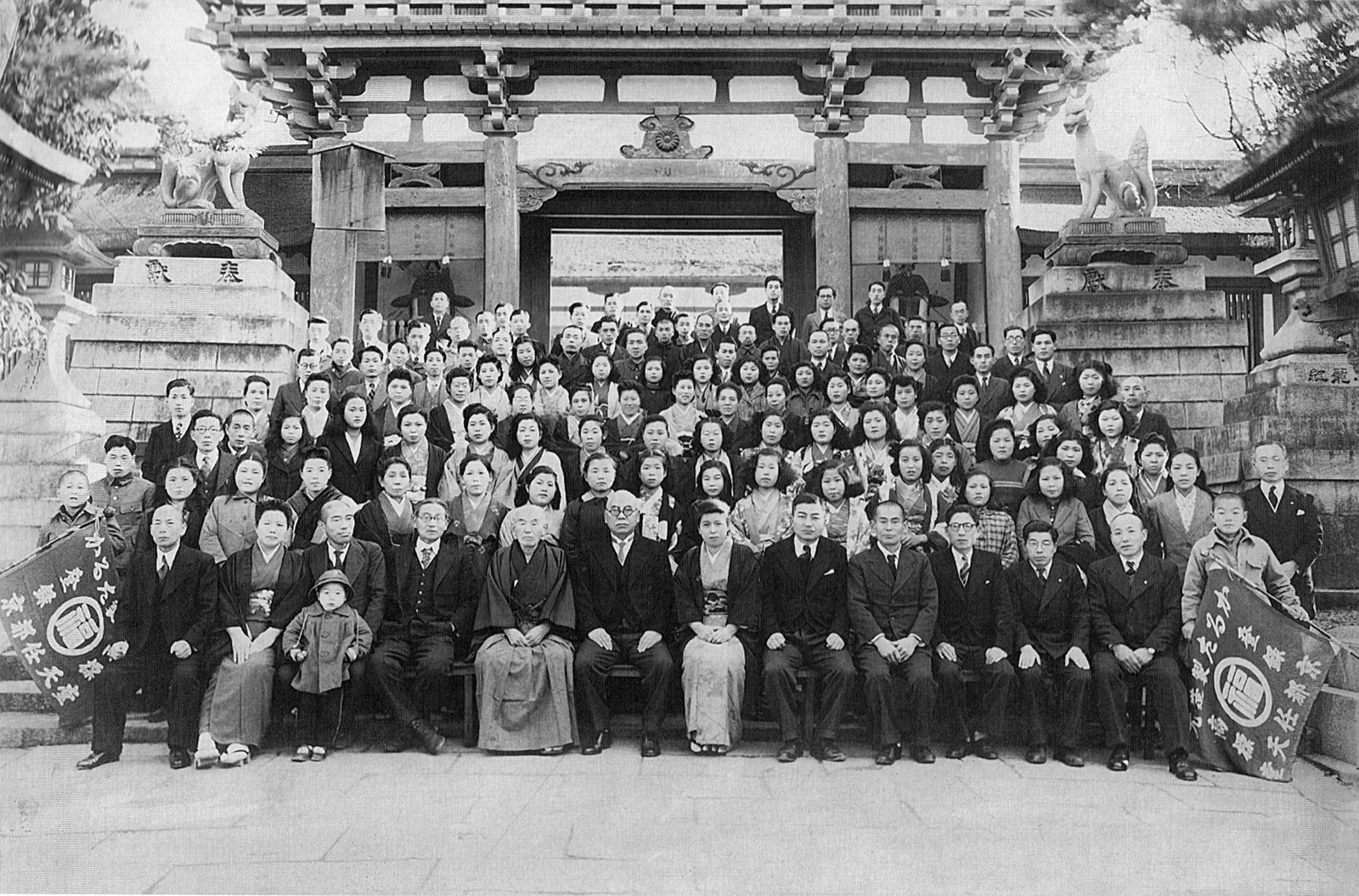
Ảnh kỷ niệm nhân dịp mừng năm mới 1949 của nhân viên

Chiến tranh thế giới thứ hai đã tác động tiêu cực đến công ty khi các nhà chức trách Nhật Bản cấm phổ biến các trò chơi bài tây và khi các quyền ưu tiên trong xã hội Nhật Bản thay đổi, mối quan tâm của họ đối với các hoạt động giải trí giảm dần. Trong thời gian này, Nintendo đã được hỗ trợ một phần bởi khoản tài chính đến từ nhà vợ của Hiroshi, Michiko Inaba, bà xuất thân từ một gia đình giàu có.

Năm 1947, Sekiryo thành lập công ty phân phối Marufuku Co. Ltd.
Năm 1950, do sức khỏe của Sekiryo ngày càng sa sút, Hiroshi đảm nhận chức vụ chủ tịch Nintendo. Những hành động đầu tiên của ông liên quan đến một số thay đổi quan trọng trong hoạt động của công ty: năm 1951, ông đổi tên công ty thành Nintendo Playing Card Co. Ltd., trong khi Công ty Marufuku lấy tên là Nintendo Karuta Co. Ltd.
Năm 1952, ông tập trung sản xuất bài lá tại các nhà máy ở Kyoto, dẫn đến việc mở rộng các văn phòng. Dòng bài lá bằng nhựa mới của công ty đã đạt được thành công đáng kể tại Nhật Bản. Một số nhân viên của công ty, vốn quen với sự lãnh đạo thận trọng và bảo thủ hơn, đã xem xét các biện pháp mới này một cách lo lắng, dẫn đến căng thẳng gia tăng và đình công. Tuy nhiên, biện pháp này không có tác động lớn, vì Hiroshi đã viện cớ đó để sa thải một số công nhân không hài lòng.
Năm 1959, Nintendo đã ký một thỏa thuận với Walt Disney để kết hợp các nhân vật hoạt hình vào thẻ. Nintendo cũng phát triển một hệ thống phân phối cho phép họ bán các sản phẩm trong các cửa hàng đồ chơi.
Đến năm 1961, công ty đã bán được hơn 1,5 triệu gói bài và chiếm thị phần cao, nhờ vào các chiến dịch quảng cáo trên truyền hình.
Năm 1963, nhu cầu đa dạng hóa đã khiến công ty niêm yết cổ phiếu trên sàn giao dịch chứng khoán Osaka và Kyoto, ngoài ra còn trở thành công ty đại chúng và đổi tên thành Nintendo Co., Ltd.
Trong Năm 1964, Nintendo kiếm được tới 150 triệu yên.
Mặc dù công ty đang trải qua thời kỳ kinh tế thịnh vượng, nhưng thẻ Disney và các sản phẩm có nguồn gốc từ Disney khiến hãng phụ thuộc vào thị trường trẻ em. Tình hình càng trở nên trầm trọng hơn do doanh số bán bài hanafuda dành cho người lớn giảm xuống do xã hội Nhật Bản tập trung vào các sở thích khác như pachinko, bowling và đi chơi đêm. Khi doanh số bán thẻ của Disney bắt đầu có dấu hiệu cạn kiệt, Nintendo nhận ra rằng họ không có giải pháp thay thế thực sự nào để giảm bớt căng thẳng.
Sau Thế vận hội Tokyo 1964, giá cổ phiếu của Nintendo đã giảm mạnh xuống mức thấp nhất được ghi nhận là ¥ 60.
Từ năm 1963 đến năm 1968, Yamauchi đầu tư vào một số ngành kinh doanh khác xa với thị trường truyền thống và phần lớn đều không thành công. Trong số các liên doanh này có gạo ăn liền, chuỗi khách sạn tình yêu và dịch vụ taxi tên là Daiya. Mặc dù dịch vụ taxi được đón nhận tốt hơn so với những nỗ lực trước đó, Yamauchi đã từ chối sáng kiến này sau một loạt bất đồng với các công đoàn địa phương.

#### 1969–1972: Trò chơi cổ điển và điện tử
Kinh nghiệm của Yamauchi với các sáng kiến trước đây đã khiến ông tăng cường đầu tư vào bộ phận nghiên cứu và phát triển do Imanishi Hiroshi, một nhân viên có thâm niên trong nhiều lĩnh vực ở công ty.
Năm 1969, Yokoi Gunpei gia nhập bộ phận và chịu trách nhiệm điều phối các dự án khác nhau. Kinh nghiệm sản xuất thiết bị điện tử của Yokoi đã khiến Yamauchi giao cho ông phụ trách bộ phận trò chơi của công ty, và sản phẩm của ông sẽ được sản xuất hàng loạt. Trong thời gian này, Nintendo đã xây dựng một nhà máy sản xuất mới trong Uji City, sát bên Kyoto, phân phối các trò chơi cổ điển chơi trên bàn như cờ vua, shogi, go (cờ vây), và mahjong (mạt chược), cũng như các trò chơi nước ngoài khác dưới thương hiệu Nippon Game. Việc tái cơ cấu của công ty nhằm bảo tồn một số lĩnh vực dành riêng cho sản xuất thẻ hanafuda.
Đầu những năm 1970 là thời điểm quan trọng trong lịch sử của Nintendo khi hãng này phát hành đồ chơi điện tử đầu tiên của Nhật Bản - Nintendo Beam Gun, một khẩu súng lục quang điện do Masayuki Uemura thiết kế. Hơn một triệu cái đã được bán ra. Trong thời kỳ đó, Nintendo bắt đầu giao dịch trên khu vực chính của thị trường chứng khoán Osaka và mở trụ sở mới. Các đồ chơi phổ biến khác được phát hành vào thời điểm đó bao gồm Ultra Hand, Ultra Machine, Ultra Scope và Love Tester, tất cả đều do Yokoi thiết kế. Ultra Hand đã bán được hơn 1,2 triệu cái tại Nhật Bản.

### 1973 – nay: Lịch sử trong mảng điện tử

#### 1973-1978: Trò chơi điện tử thuở sơ khai và Color TV-game
Thông tin thêm: Lịch sử của Color TV-Game
Nhu cầu ngày càng tăng đối với các sản phẩm của Nintendo đã khiến Yamauchi phải mở rộng hơn nữa các văn phòng, ông mua lại bất động sản xung quanh và giao việc sản xuất bài lá cho tòa nhà Nintendo như ban đầu. Trong khi đó, Yokoi, Uemura và các nhân viên mới như Takeda Genyo, tiếp tục phát triển các sản phẩm sáng tạo cho công ty.
Năm 1973 công ty phát hành máy bắn đất sét bằng Laser (Laser Clay Shooting System) thậm chí đã vượt qua được mức độ phổ biến của trò bowling.
Năm 1974, Nintendo phát hành Wild Gunman, một trình mô phỏng bắn súng xiên bao gồm một máy chiếu hình ảnh 16 mm với cảm biến tự phát hiện chùm tia từ súng ánh sáng của người chơi. Cả Laser Clay Shooting System và Wild Gunman đều được xuất khẩu thành công sang Châu Âu và Bắc Mỹ. Mặc dù vậy, tốc độ sản xuất của Nintendo vẫn chậm so với các công ty đối thủ như Bandai và Tomy, và giá của chúng lại cao, dẫn đến việc một số sản phẩm súng ánh sáng bị ngừng sản xuất.
Công ty con Nintendo Leisure System Co., Ltd., nơi phát triển các sản phẩm này, đã bị đóng cửa do ảnh hưởng kinh tế của cuộc khủng hoảng dầu mỏ năm 1973.

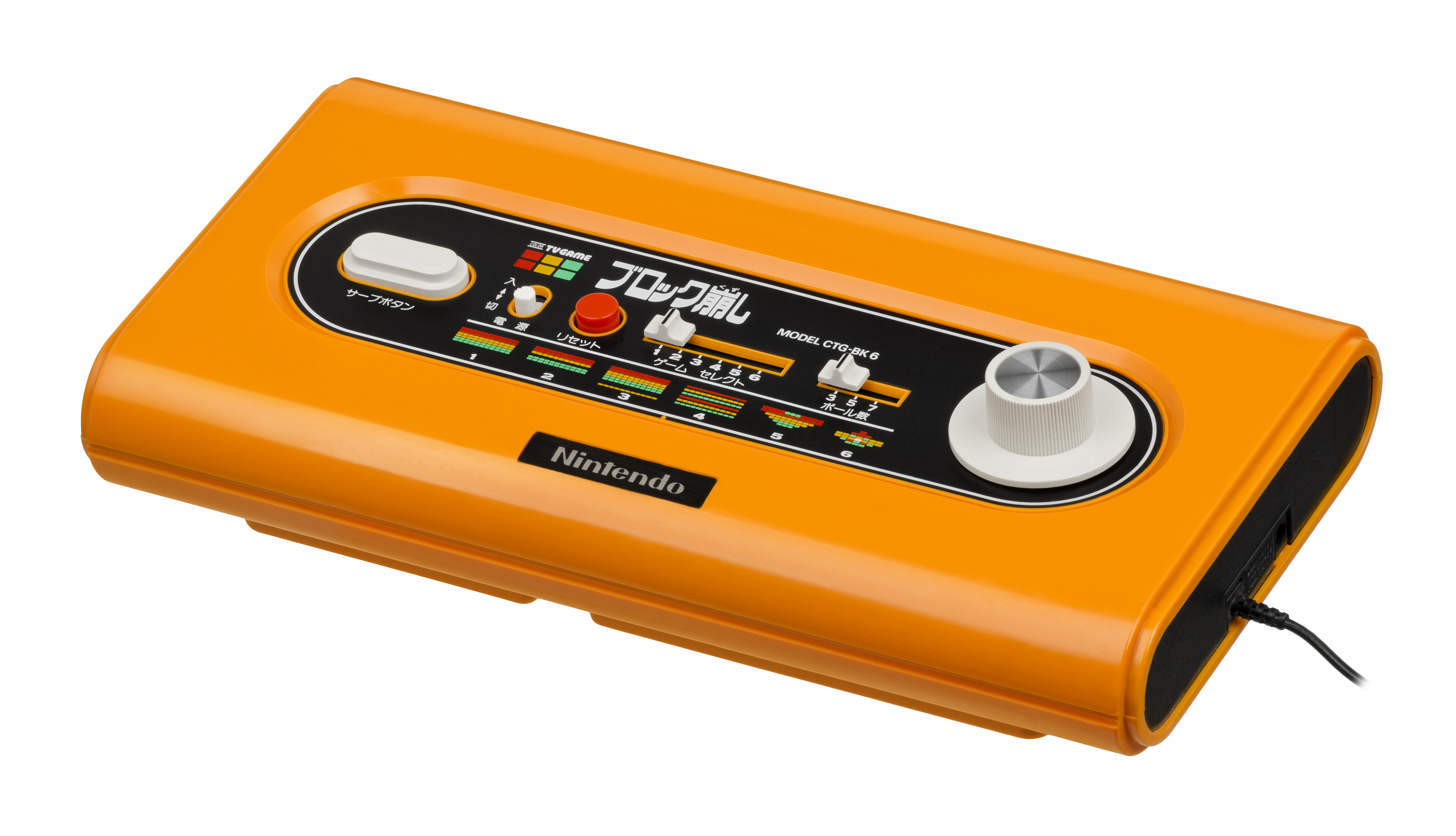
Máy chơi trò chơi điện tử đầu tiên của Nintendo là Color TV-Game, nó sớm trở thành trọng tâm chính của Nintendo.

Yamauchi, được thúc đẩy bởi thành công của Atari và Magnavox với máy chơi trò chơi điện tử, đã mua lại bản quyền phân phối Magnavox Odyssey vào năm 1974, và đạt được thỏa thuận với Mitsubishi Electric để phát triển các sản phẩm tương tự từ năm 1975 đến năm 1978, bao gồm bộ vi xử lý đầu tiên dành cho hệ máy trò chơi điện tử, loạt Color TV-Game và một máy game arcade lấy cảm hứng từ Othello. Trong giai đoạn này, Takeda đã phát triển trò chơi điện tử EVR Race, và Miyamoto Shigeru gia nhập nhóm của Yokoi với trách nhiệm thiết kế vỏ cho các máy Color TV-Game.
Năm 1978, bộ phận nghiên cứu và phát triển của Nintendo được tách thành hai cơ sở, Nintendo Research & Development 1 và Nintendo Research & Development 2, lần lượt do Yokoi và Uemura quản lý.

#### 1979–1987: Game & Watch, máy chơi trò chơi điện tử thùng và Nintendo Entertainment System
Thông tin thêm: Lịch sử của Game & Watch và Lịch sử của Nintendo Entertainment System

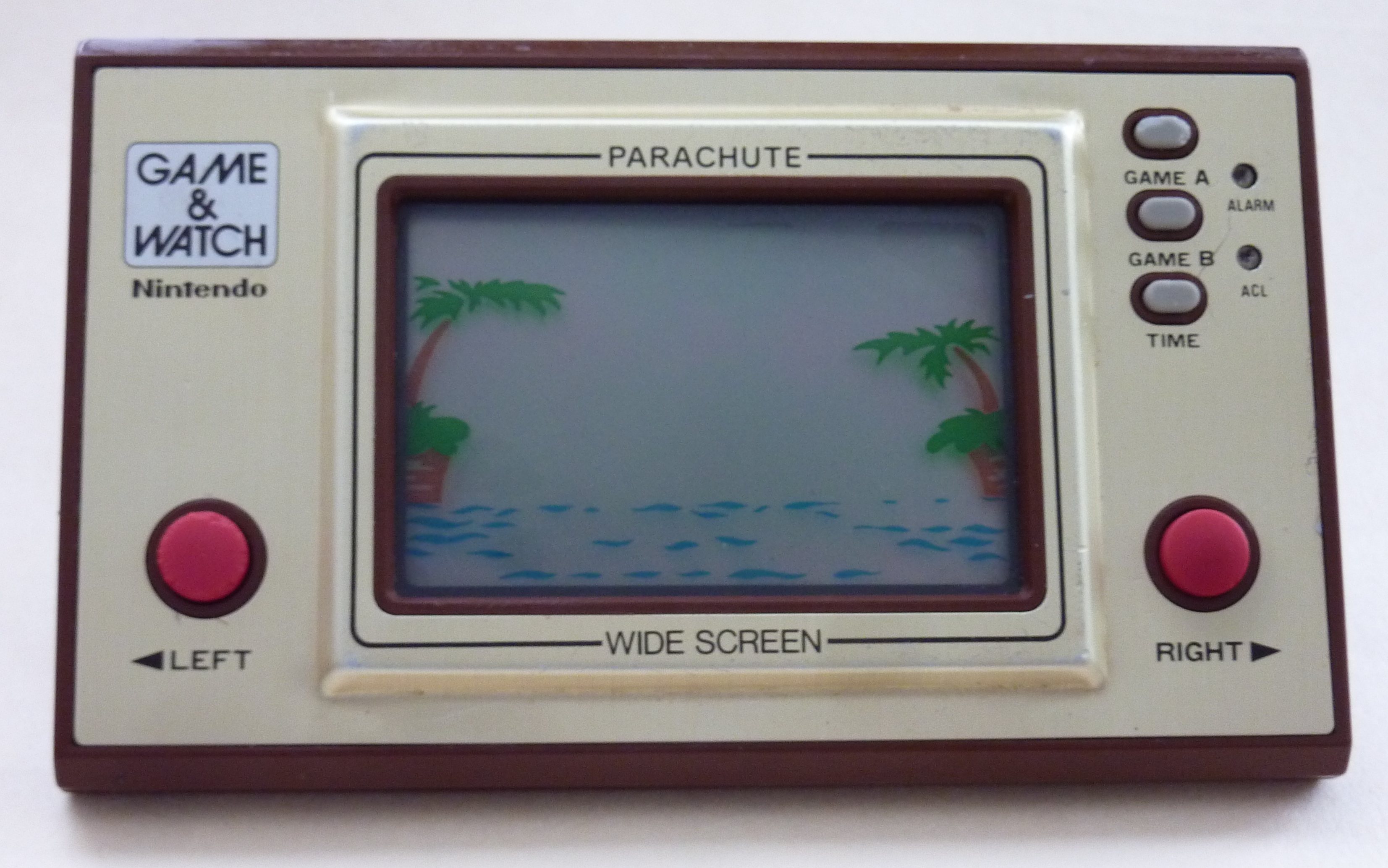
Game & Watch, máy chơi trò chơi điện tử cầm tay đầu tiên

Hai sự kiện quan trọng trong lịch sử của Nintendo xảy ra vào năm 1979: công ty con ở Mỹ được mở tại New York City và một bộ phận mới tập trung vào phát triển game thùng được thành lập. Năm 1980, hệ máy chơi trò chơi điện tử cầm tay đầu tiên, Game & Watch, được Yokoi tạo ra từ công nghệ được sử dụng trong máy tính bỏ túi. Nó đã trở thành một trong những sản phẩm thành công nhất của Nintendo, với hơn 43,4 triệu máy được bán ra trên toàn thế giới trong suốt thời gian sản xuất và tổng cộng có 59 trò chơi đã được tạo ra.

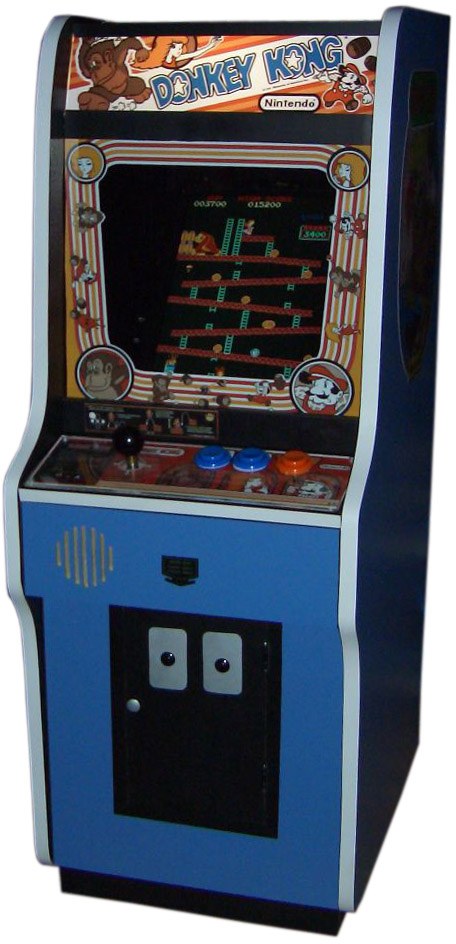
Phiên bản thu nhỏ của máy game thùng Donkey Kong

Năm 1981, thành công của Nintendo trong mảng game thùng arcade ngày càng tăng nhờ vào việc phát hành Donkey Kong, do Miyamoto phát triển, đây cũng là một trong những trò chơi điện tử đầu tiên cho phép nhân vật người chơi có thể nhảy. Nhân vật Jumpman sau này sẽ trở thành Mario và là linh vật chính thức của Nintendo. Mario được đặt theo tên của Mario Segale, chủ khu đất mà Nintendo thuê lại ở Tukwila, Washington.
Năm 1983, Nintendo mở một cơ sở sản xuất mới ở Uji và được niêm yết đầu bảng trên Sở giao dịch chứng khoán Tokyo. Uemura, lấy cảm hứng từ ColecoVision, bắt đầu tạo ra một máy chơi trò chơi điện tử mới, kết hợp định dạng hộp băng ROM cũng như bộ xử lý trung tâm và bộ xử lý vật lý.
Family Computer, hay Famicom, được phát hành tại Nhật Bản vào tháng 7 năm 1983 cùng với ba trò chơi được chuyển thể từ phiên bản arcade gốc: Donkey Kong, Donkey Kong Jr. và Popeye.
Đỉnh thành công là vào năm 1984, máy đã vượt qua thị phần mà SG-1000 của Sega nắm giữ. Vào thời điểm này, Nintendo đã thông qua một loạt các nguyên tắc liên quan đến việc xác nhận từng trò chơi được sản xuất cho Famicom trước khi phân phối trên thị trường, các thỏa thuận với các nhà phát triển để đảm bảo rằng không có trò chơi Famicom nào được tinh chỉnh cho các hệ máy khác trong vòng hai năm kể từ khi phát hành và bắt buộc các nhà phát triển phải sản xuất hơn năm trò chơi mỗi năm cho Famicom.

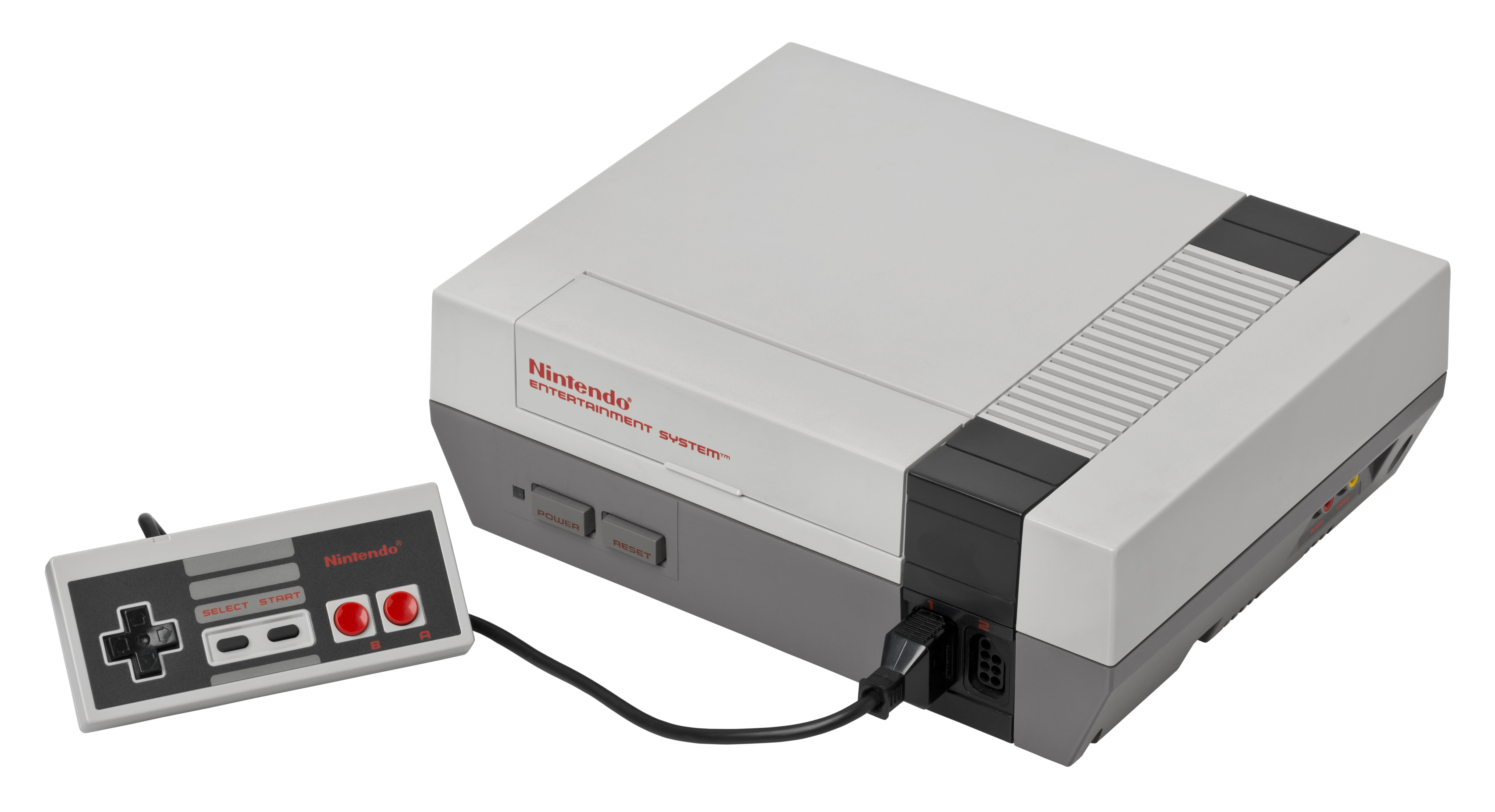
Nintendo Entertainment System, thành công lớn đầu tiên của Nintendo trên thị trường máy chơi trò chơi điện tử gia đình

Vào đầu những năm 1980, một số máy chơi trò chơi điện tử phát triển mạnh ở Mỹ, cũng như các trò chơi chất lượng thấp do các nhà phát triển bên thứ ba sản xuất, đã làm bão hòa thị trường và dẫn đến sự cố trò chơi điện tử năm 1983. Do đó, một cuộc suy thoái ảnh hưởng đến ngành công nghiệp trò chơi điện tử của Mỹ, với doanh thu từ hơn 3 tỷ đô la xuống còn 100 triệu đô la từ năm 1983 đến năm 1985. Sáng kiến của Nintendo trong việc tung ra Famicom ở Mỹ cũng bị ảnh hưởng. Để tách biệt Famicom với các đối thủ cạnh tranh ở Mỹ, Nintendo đã chọn thiết kế lại Famicom như một "hệ thống giải trí" tương thích với "Game Paks", một từ ngữ để chỉ hộp băng và với thiết kế gợi nhớ đến đầu VCR. Nintendo đã triển khai một chip khóa trong Game Paks cho phép họ kiểm soát những trò chơi nào được xuất bản cho máy để tránh tình trạng bão hòa thị trường xảy ra tại thị trường Mỹ.
Kết quả là Nintendo Entertainment System, hay NES ra đời, phát hành ở Bắc Mỹ vào năm 1985. Các tựa game mang tính bước ngoặt như Super Mario Bros. và The Legend of Zelda được Miyamoto và Tezuka Takashi sản xuất cho máy chơi trò chơi điện tử tại gia. Công việc của nhà soạn nhạc Kondo Koji cho cả hai trò chơi đã củng cố ý tưởng rằng chủ đề âm nhạc có thể đóng vai trò như một lời khen ngợi đối với cơ chế trò chơi chứ không chỉ đơn giản là một yếu tố linh tinh.
Việc sản xuất NES kéo dài cho đến năm 1995, và quá trình sản xuất Famicom kéo dài đến năm 2003.
Tổng cộng, khoảng 62 triệu máy chơi trò chơi điện tử Famicom và NES đã được bán trên toàn thế giới. Trong thời kỳ này, Nintendo đã tạo ra một biện pháp chống vi phạm bản quyền các trò chơi điện tử của mình dưới hình thức Official Nintendo Seal of Quality, một con dấu được thêm vào sản phẩm của họ để khách hàng có thể nhận ra tính xác thực của chúng trên thị trường. Vào thời điểm này, mạng lưới các nhà cung cấp điện tử của Nintendo đã mở rộng đến khoảng ba mươi công ty, trong số đó có Ricoh — nguồn cung cấp chất bán dẫn chính của Nintendo — và Sharp Corporation.

#### 1990–1992: Game Boy và Super Nintendo Entertainment System
Thông tin thêm: Lịch sử của Game Boy và Lịch sử của Super Nintendo Entertainment System

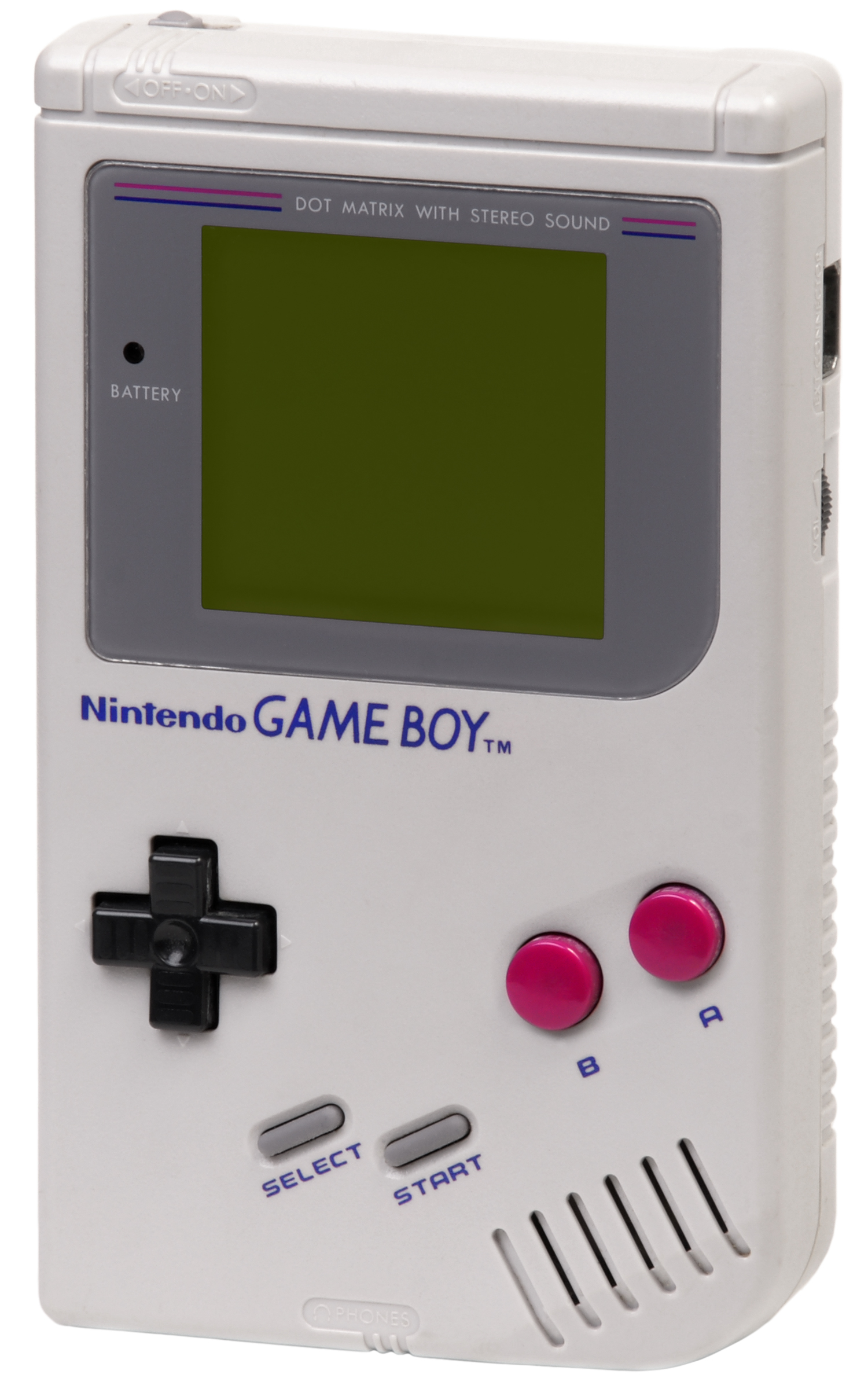
Game Boy, máy chơi trò chơi cầm tay đầu tiên tương thích với các băng có thể hoán đổi cho nhau

Năm 1988, Gunpei Yokoi và nhóm của ông tại Nintendo R & D1 đã hình thành Game Boy, máy chơi trò chơi điện tử cầm tay đầu tiên tương thích với các hộp băng có thể hoán đổi cho nhau.
Nintendo phát hành Game Boy vào năm 1989. Ở Bắc Mỹ, Game Boy được đóng gói cùng với trò chơi nổi tiếng của bên thứ ba là Tetris sau một quá trình đàm phán khó khăn với Elektronorgtechnica. Game Boy đem lại thành công đáng kể: trong hai tuần đầu tiên bán ra tại Nhật Bản, bán hết số lượng tồn kho ban đầu là 300.000 máy, trong khi ở Mỹ, có thêm 40.000 máy bán ra trong ngày đầu tiên phát hành. Vào khoảng thời gian này, Nintendo đã ký một thỏa thuận với Sony để phát triển Super Famicom CD-ROM Adapter, một thiết bị ngoại vi cho Super Famicom có khả năng chơi CD-ROM. Tuy nhiên, màn m hợp tác đã không kéo dài vì Yamauchi muốn tiếp tục phát triển công nghệ với Philips, dẫn đến tạo ra CD-i, và những nỗ lực độc lập của Sony đã dẫn đến việc tạo ra  PlayStation.
Số đầu tiên của tạp chí Nintendo Power, với số lượng phát hành hàng năm là 1,5 triệu bản tại Mỹ, xuất bản vào năm 1988.
Vào tháng 7 năm 1989, Nintendo tổ chức triển lãm thương mại Nintendo Space World đầu tiên với tên gọi Shoshinkai nhằm mục đích công bố và trình diễn các sản phẩm sắp ra mắt của Nintendo. Cùng năm đó, cửa hàng trong cửa hàng World of Nintendo ra mắt lần đầu tiên, nơi bán hàng chính thức của Nintendo mở cửa tại Mỹ. Theo thông tin của công ty, hơn 25% gia đình ở Mỹ sở hữu máy NES vào năm 1989.

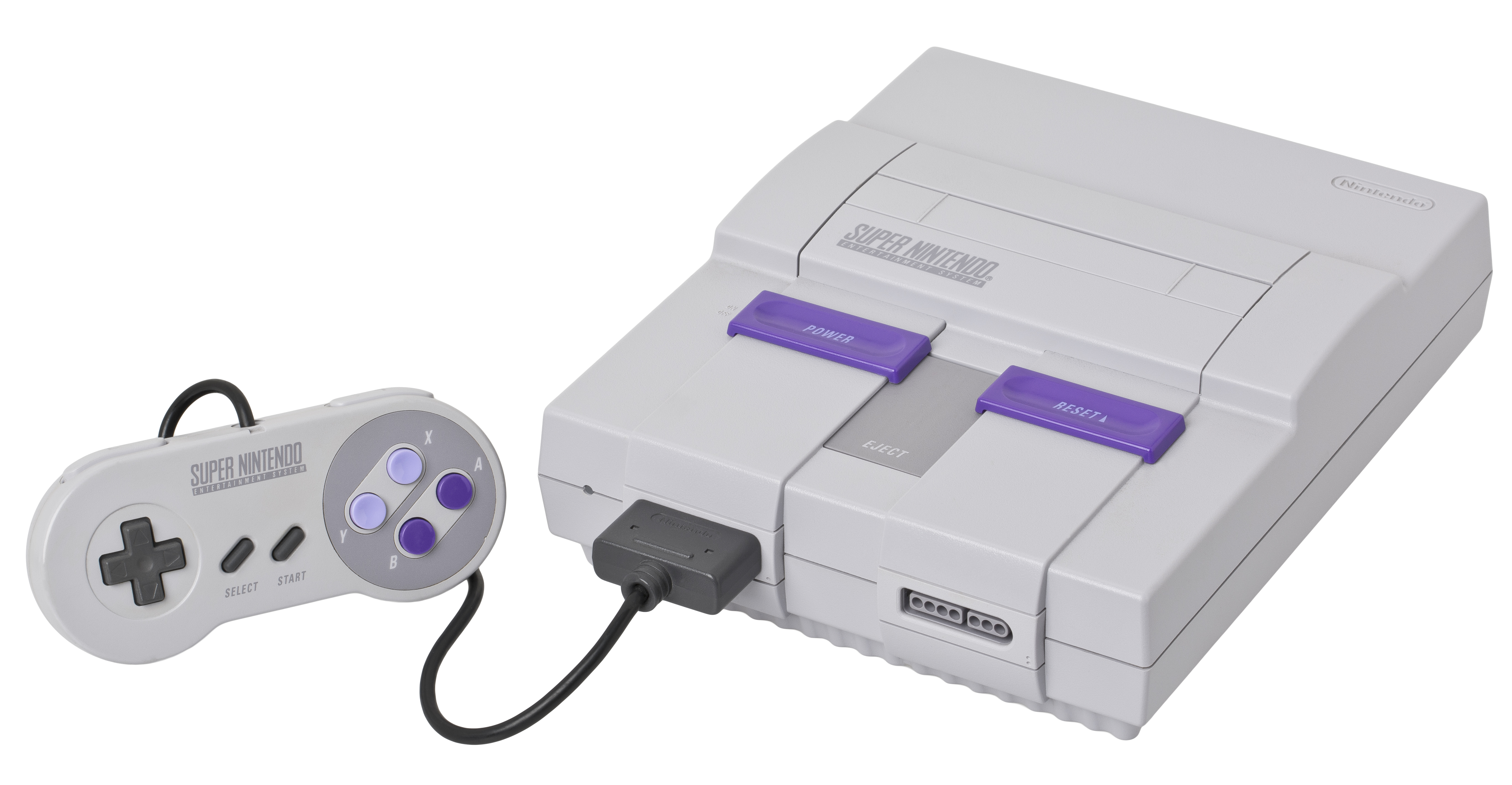
Super Nintendo Entertainment System, bản kế thừa của Nintendo Entertainment System.

Cuối những năm 1980 đánh dấu sự thống trị của Nintendo trong thị trường trò chơi điện tử với sự xuất hiện PC Engine của NEC và Mega Drive của Sega, các hệ máy được thiết kế với kiến trúc 16-bit cho phép cải thiện đồ họa và âm thanh so với NES.
Để cạnh tranh, Uemura đã thiết kế Super Famicom, ra mắt vào năm 1990. Đợt đầu tiên gồm 300.000 máy đã được bán hết chỉ sau vài giờ. Năm sau, cũng như với NES, Nintendo phân phối một phiên bản sửa đổi của Super Famicom cho thị trường Mỹ, có tên là Super Nintendo Entertainment System (SNES). Những game ra mắt cho Super Famicom và SNES bao gồm Super Mario World, F-Zero, Pilotwings, SimCity và Gradius III.
Đến giữa năm 1992, hơn 46 triệu máy Super Famicom và SNES được bán sạch. Vòng đời của máy kéo dài đến năm 1999 tại Mỹ.
Vào tháng 3 năm 1990, Giải vô địch thế giới Nintendo (Nintendo World Championship) đầu tiên được tổ chức, với những người tham gia đến từ 29 thành phố của Mỹ tranh danh hiệu "người chơi Nintendo giỏi nhất thế giới". Vào tháng 6 năm 1990, công ty con Nintendo of Europe được mở tại Großostheim, Đức;
Vào năm 1993, các công ty con tiếp theo được thành lập tại Hà Lan (nơi Bandai trước đây đã phân phối các sản phẩm của Nintendo), Pháp, Anh, Tây Ban Nha, Bỉ và Úc.
Năm 1992, Nintendo mua lại phần lớn cổ phần của đội bóng chày Seattle Mariners, và bán cổ phần vào năm 2016.
Nintendo ngừng sản xuất máy và game arcade vào tháng 9 năm 1992.
Năm 1993, Star Fox được phát hành, đánh dấu một cột mốc quan trọng trong ngành khi trở thành trò chơi điện tử đầu tiên sử dụng chip Super FX.
Năm 1994, sự gia tăng của các video game bạo lực, chẳng hạn như Mortal Kombat, đã gây ra tranh cãi và dẫn đến việc Nintendo đã đồng hợp tác phát triển thành lập Hiệp hội Phần mềm Kỹ thuật số Tương tác (Interactive Digital Software Association) và Hội đồng Phần mềm Giải trí (Entertainment Software Rating Board). Các biện pháp này cũng khuyến khích Nintendo từ bỏ các quy tắc nội dung mà họ đã thực thi kể từ khi phát hành NES. Các chiến lược thương mại được Nintendo thực hiện trong thời gian này bao gồm Nintendo Gateway System, một dịch vụ giải trí trên chuyến bay dành cho các hãng hàng không, tàu du lịch và khách sạn, và "Play It Loud!" chiến dịch quảng cáo cho Game Boys với vỏ nhiều màu sắc khác nhau. Đồ họa Advanced Computer Modelling được sử dụng trong Donkey Kong Country cho SNES và Donkey Kong Land cho Game Boy là một sự đổi mới công nghệ, cũng như thiết bị ngoại vi modem vệ tinh Satellaview cho Super Famicom, cho phép truyền dữ liệu kỹ thuật số bằng phương tiện liên lạc vệ tinh.

#### 1993–1998: Nintendo 64, Virtual Boy và Game Boy Color
Thông tin thêm: Lịch sử của Nintendo 64, Lịch sử của Virtual Boy và Lịch sử của Game Boy Color

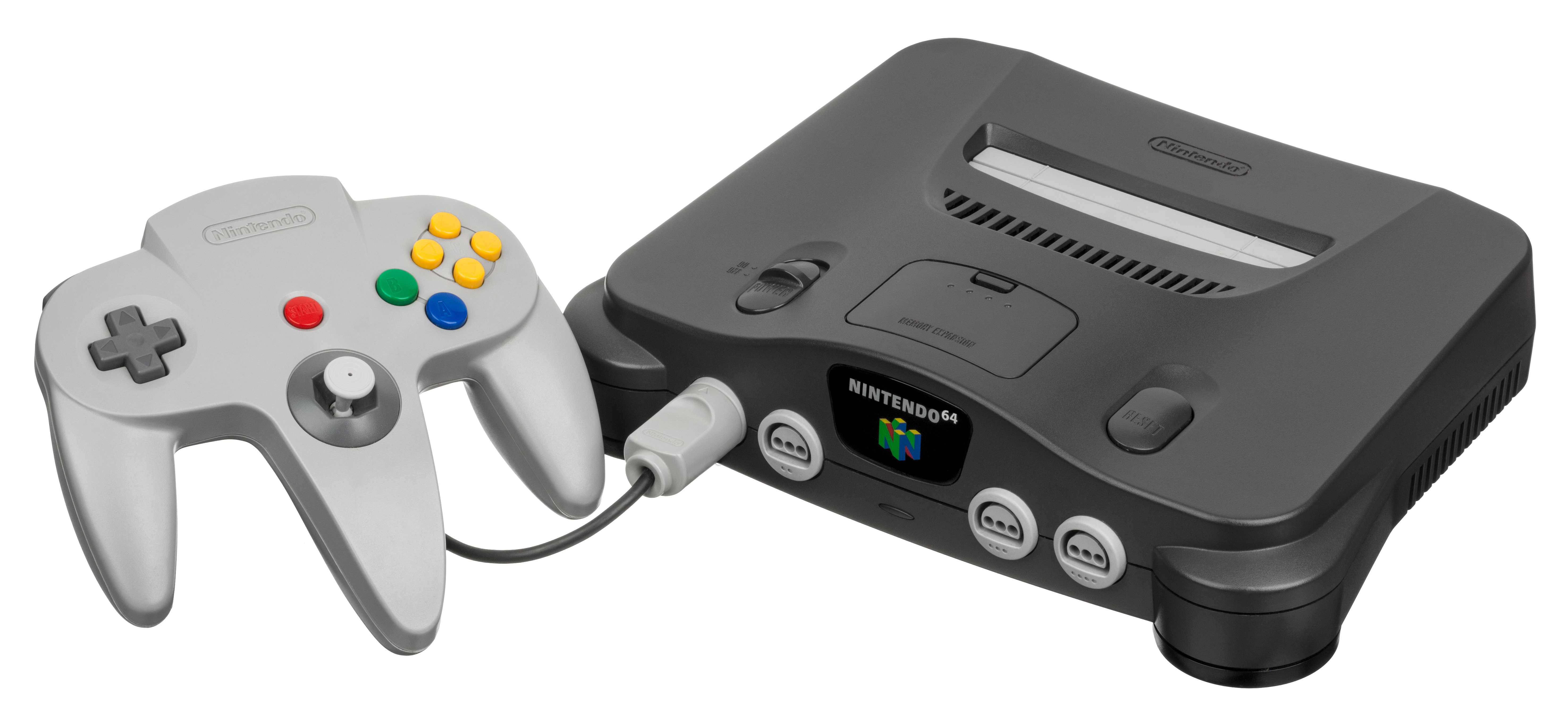
Nintendo 64, được đặt tên dựa trên đồ họa 64-bit, là máy chơi trò chơi điện tử gia đình đầu tiên của Nintendo có đồ họa máy tính 3D.

Vào giữa năm 1993, Nintendo và Silicon Graphics đã công bố một liên minh chiến lược để phát triển Nintendo 64. NEC, Toshiba và Sharp đóng góp công nghệ. Nintendo 64 được tiếp thị là một trong những máy chơi trò chơi điện tử console đầu tiên được thiết kế với kiến trúc 64-bit. Là một phần của thỏa thuận với Midway Games, các game arcade như Killer Instinct và Cruis'n USA đã được chuyển sang máy.
Mặc dù Nintendo 64 đã được lên kế hoạch phát hành vào năm 1995, nhưng lịch trình sản xuất của các nhà phát triển bên thứ ba đã gây ra sự chậm trễ, và máy được phát hành lần lượt vào tháng 6 và tháng 9 năm 1996 tại Nhật Bản và Mỹ, và vào tháng 3 năm 1997 tại Châu Âu.
Khi kết thúc sản xuất vào năm 2002, khoảng 33 triệu máy chơi trò chơi điện tử Nintendo 64 đã được bán ra trên toàn thế giới, và được coi là một trong những hệ máy trò chơi điện tử được công nhận nhất trong lịch sử. 388 trò chơi đã được sản xuất cho Nintendo 64, một số game - đặc biệt là Super Mario 64, The Legend of Zelda: Ocarina of Time và GoldenEye 007 - đã được coi là một trong những trò chơi hay nhất mọi thời đại.
Năm 1995, Nintendo phát hành Virtual Boy, một hệ máy được thiết kế bởi Gunpei Yokoi với công nghệ thực tế ảo và đồ họa lập thể. Các nhà phê bình thường thất vọng với chất lượng của trò chơi và đồ họa màu đỏ, phàn nàn về những cơn đau đầu gây ra do chơi game. Hệ máy có doanh thua kém và lặng lẽ ngừng hoạt động. Giữa sự thất bại đó, Yokoi chính thức rút lui khỏi Nintendo.
Vào tháng 2 năm 1996, Pocket Monsters Red and Green, với tên quốc tế là Pokémon Red and Blue, do Game Freak phát triển, được phát hành tại Nhật Bản cho Game Boy, và thành lập thương hiệu Pokémon nổi tiếng. Trò chơi tiếp tục bán được 31,37 triệu máy, với loạt trò chơi điện tử đã vượt tổng doanh số 300 triệu tính đến năm 2017.
Năm 1997, Nintendo phát hành Rumble Pak, một thiết bị kết nối với tay cầm Nintendo 64 và tạo ra rung động trong những khoảnh khắc nhất định của trò chơi.

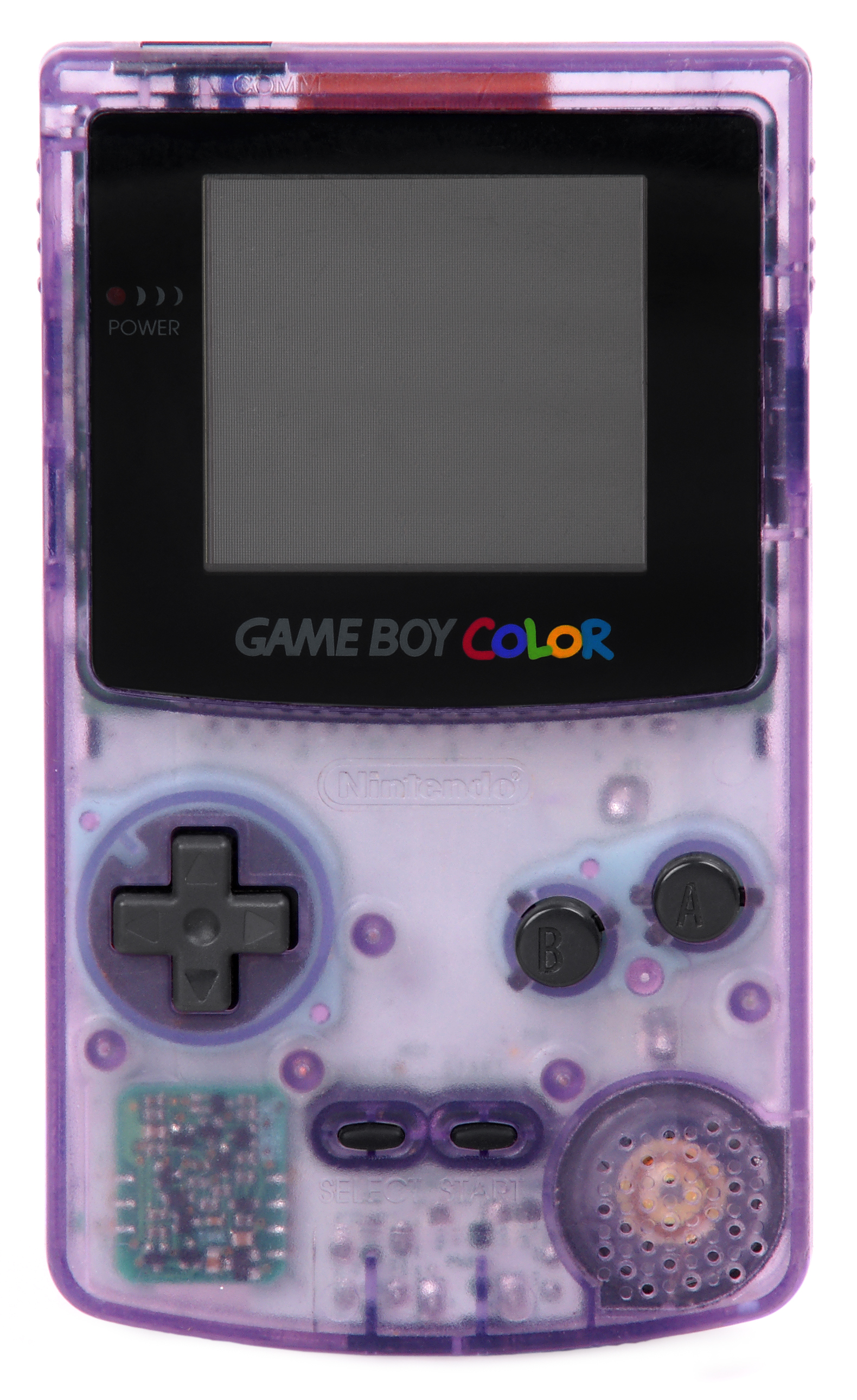
Máy Game Boy Color

Năm 1998, Game Boy Color phát hành. Ngoài việc cho phép tương thích ngược với các trò chơi Game Boy, khả năng tương tự với NES đã dẫn đến việc chọn lọc các trò chơi chuyển thể từ thư viện đó, chẳng hạn như Super Mario Bros.Deluxe. Kể từ đó, hơn 118,6 triệu máy Game Boy và Game Boy Color đã được bán ra trên toàn thế giới.

#### 1999–2003: Game Boy Advance và GameCube
Thông tin thêm: Lịch sử của Game Boy Advance và Lịch sử của GameCube

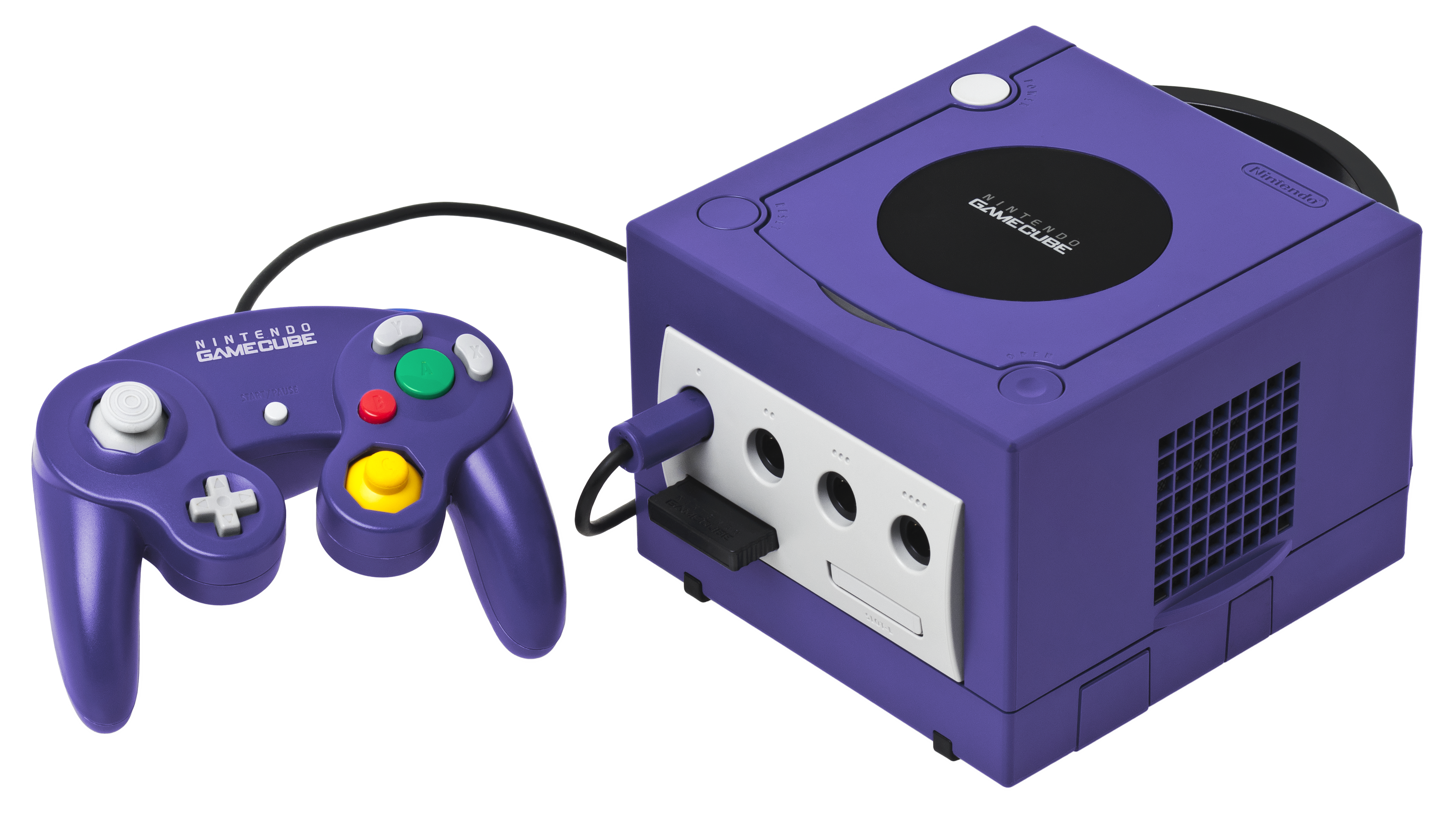
GameCube là máy chơi trò chơi điện tử gia đình đầu tiên của Nintendo sử dụng đĩa quang làm phương tiện lưu trữ chính.

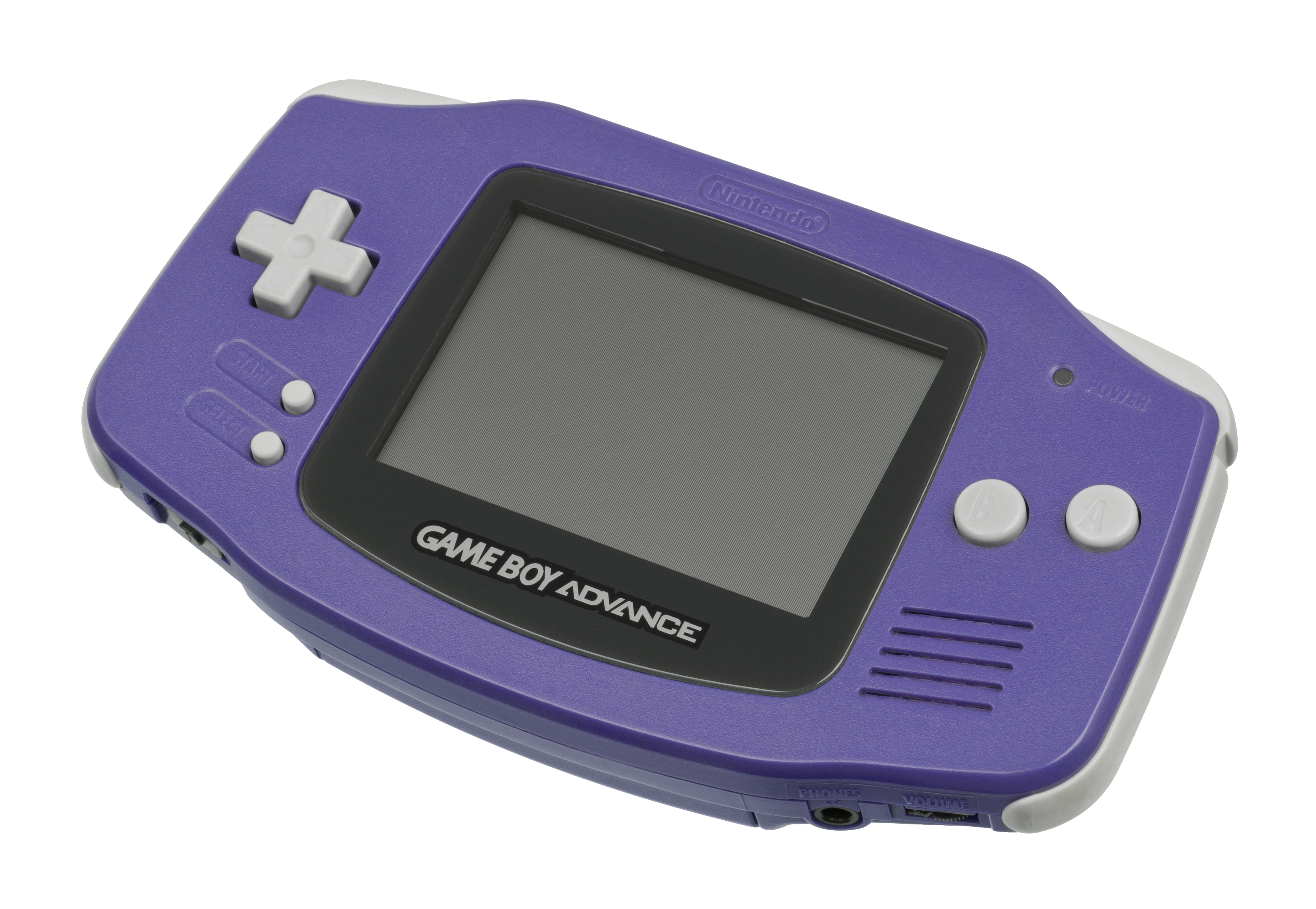
Game Boy Advance, kế nhiệm Game Boy rất thành công

Vào tháng 5 năm 1999, với sự ra đời của PlayStation 2, Nintendo đã ký một thỏa thuận với IBM và Panasonic để phát triển bộ xử lý Gekko 128-bit và ổ đĩa DVD sẽ được sử dụng trong máy chơi trò chơi điện tử tiếp theo của Nintendo.
Trong khi đó, một loạt thay đổi hành chính xảy ra vào năm 2000, khi các văn phòng công ty của Nintendo được chuyển đến khu phố Minami-ku ở Kyoto, và Nintendo Benelux được thành lập để quản lý lãnh thổ Hà Lan và Bỉ.
Năm 2001 đánh dấu sự ra đời của hai máy chơi trò chơi điện tử mới: Game Boy Advance, được thiết kế bởi Gwénaël Nicolas, mang sự khác biệt về mặt phong cách từ những bản tiền nhiệm, và GameCube.
Trong tuần đầu tiên phát hành tại Bắc Mỹ vào tháng 6 năm 2001, hơn 500.000 máy GBA đã được bán ra, trở thành máy chơi trò chơi điện tử bán chạy nhất ở Mỹ vào thời điểm đó. Đến cuối chu kỳ sản xuất năm 2010, hơn 81,5 triệu máy đã được bán ra trên toàn thế giới. Đối với GameCube, mặc dù có các tính năng phân biệt như định dạng miniDVD của trò chơi và kết nối internet cho một số trò chơi hạn chế, doanh số bán hàng của nó thấp hơn so với những hệ máy tiền nhiệm và trong sáu năm sản xuất. 21,7 triệu máy đã được bán ra trên toàn thế giới. Một sản phẩm sáng tạo được Nintendo phát triển trong thời gian này là Nintendo e-Reader, một thiết bị ngoại vi của Game Boy Advance cho phép chuyển dữ liệu được lưu trữ trên một loạt thẻ sang máy.
Năm 2002, phát hành Pokémon Mini. Kích thước của nó nhỏ hơn so với Game Boy Advance và nặng 70 gram, khiến nó trở thành máy chơi trò chơi điện tử nhỏ nhất trong lịch sử. Nintendo đã hợp tác với Sega và Namco để phát triển Triforce, một bảng mạch arcade để tạo điều kiện chuyển đổi các tựa game arcade sang GameCube.
Sau khi GameCube được phát hành tại Châu Âu vào tháng 5 năm 2002, Yamauchi Hiroshi tuyên bố từ chức chủ tịch Nintendo và Iwata Satoru được công ty chọn làm người kế nhiệm. Yamauchi vẫn là cố vấn và giám đốc của công ty cho đến năm 2005, ông qua đời vào năm 2013.
Việc bổ nhiệm Iwata làm chủ tịch đã chấm dứt sự kế thừa Yamauchi ở vị trí lãnh đạo công ty, một thông lệ đã được áp dụng kể từ khi thành lập.
Năm 2003, Nintendo phát hành Game Boy Advance SP, một phiên bản cải tiến của Game Boy Advance kết hợp thiết kế gập, màn hình chiếu sáng và pin sạc.
Vào cuối chu kỳ sản xuất năm 2010, hơn 43,5 triệu máy đã được bán ra trên toàn thế giới.
Nintendo cũng đã phát hành Game Boy Player, một thiết bị ngoại vi cho phép chơi các trò chơi Game Boy và Game Boy Advance trên GameCube.

#### 2004–2009: Nintendo DS và Wii
Thông tin thêm: Lịch sử của Nintendo DS và Lịch sử của Wii

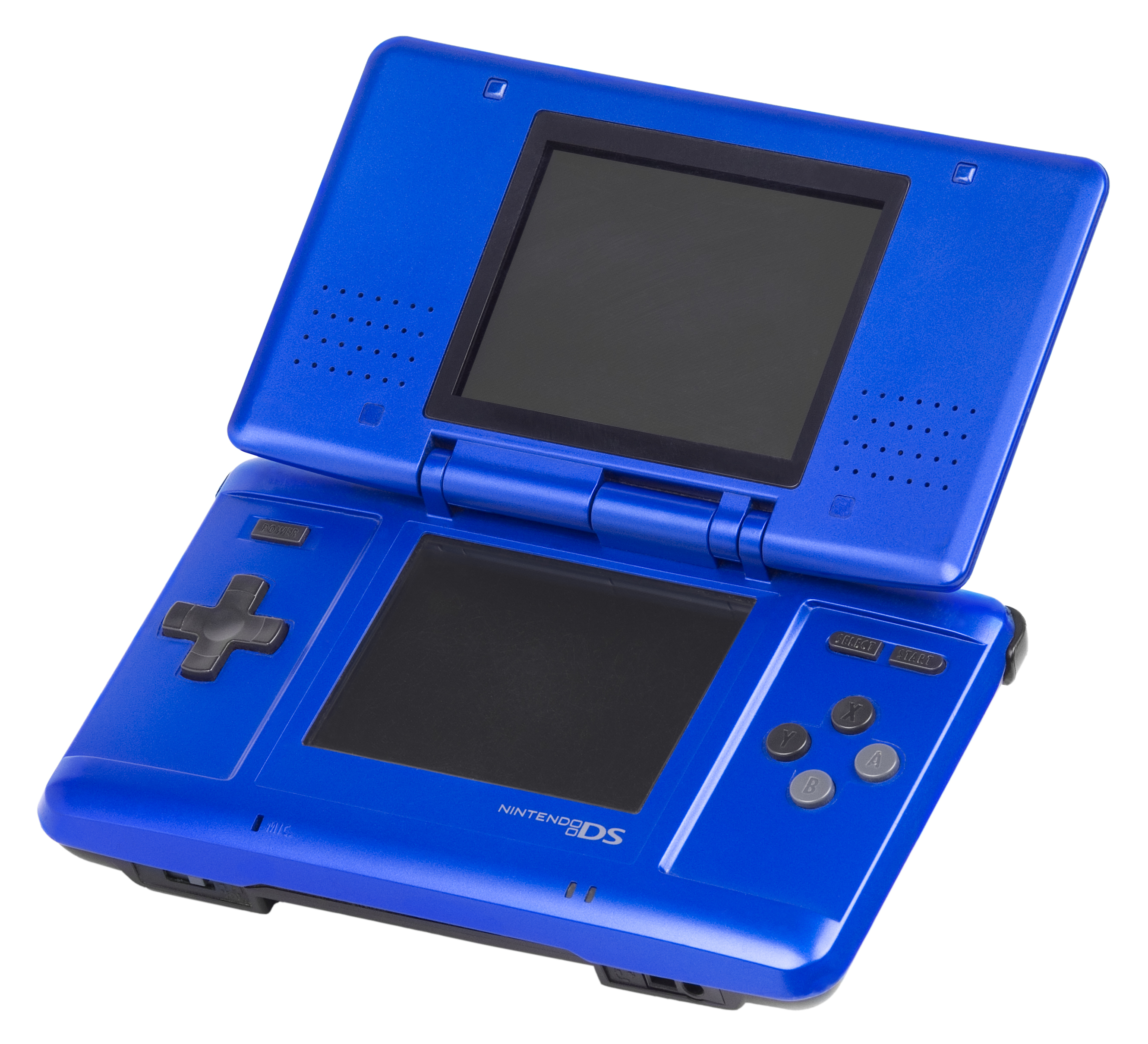
Nintendo DS là máy chơi trò chơi điện tử cầm tay bán chạy nhất mọi thời đại.

Vào năm 2004, những tàn tích cuối cùng của trụ sở ban đầu của Nintendo đã bị phá hủy. Cuối năm đó, Nintendo phát hành Nintendo DS, có những đổi mới như màn hình kép - một trong số đó là màn hình cảm ứng - và kết nối không dây để chơi nhiều người. Trong suốt vòng đời của nó, hơn 154 triệu máy đã được bán ra, khiến nó trở thành chiếc máy chơi trò chơi điện tử cầm tay thành công nhất và bán chạy thứ hai trong lịch sử.
Năm 2005, Nintendo phát hành Game Boy Micro, hệ máy cuối cùng trong dòng Game Boy. Doanh số không đáp ứng được kỳ vọng của Nintendo, với 2,5 triệu máy được bán vào năm 2007. Vào giữa năm 2005, Nintendo World Store được khánh thành tại New York City.

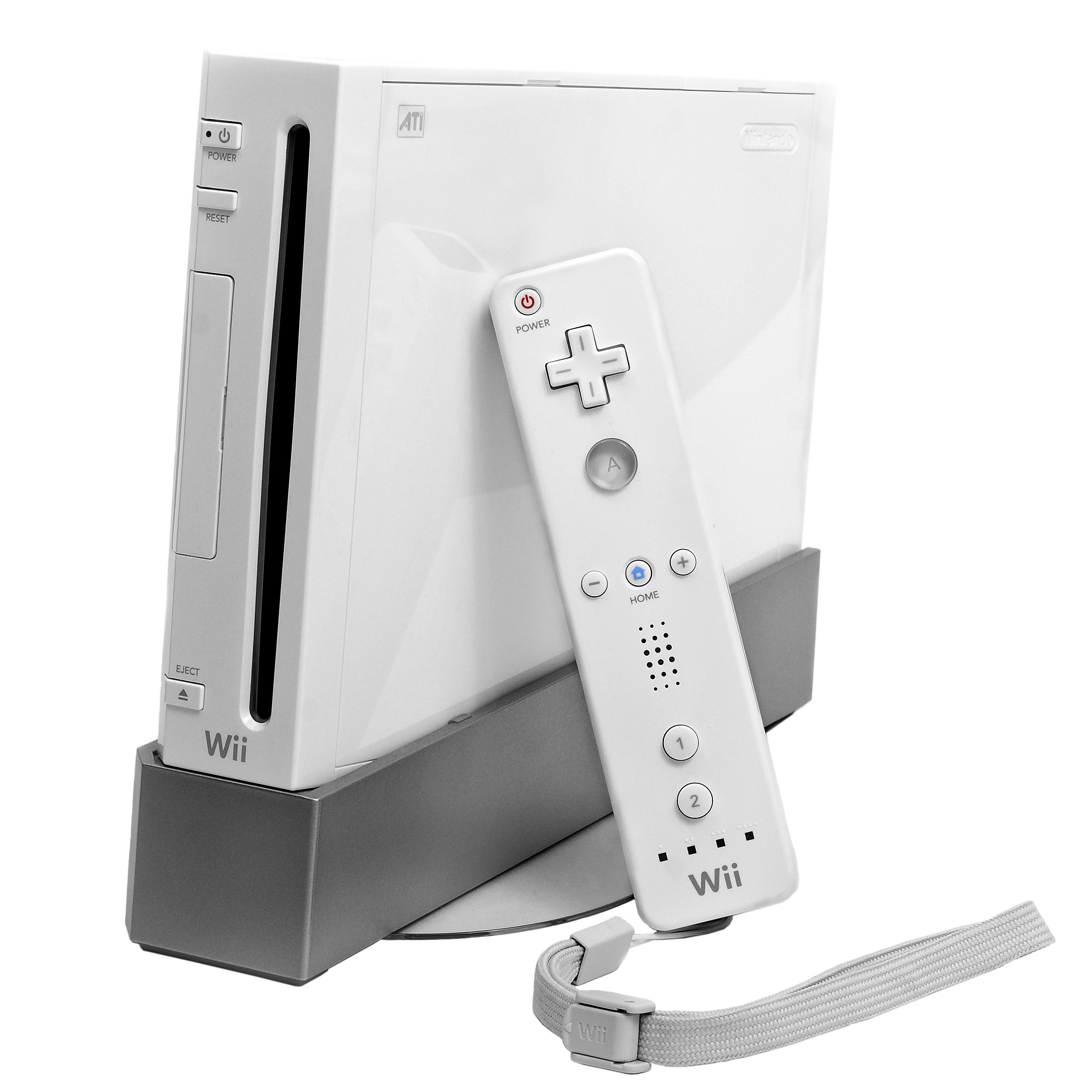
Wii, máy chơi trò chơi điện tử tại gia bán chạy nhất của Nintendo và là máy đầu tiên sử dụng điều khiển cảm biến chuyển động.

Máy chơi trò chơi điện tử gia đình thế hệ tiếp theo của Nintendo được hình thành vào năm 2001, mặc dù thiết kế bắt đầu vào năm 2003, lấy cảm hứng từ Nintendo DS.
Wii phát hành vào tháng 11 năm 2006, với tổng cộng 33 tựa trò chơi ra mắt. Với Wii, Nintendo đã tìm cách tiếp cận nhân khẩu học rộng hơn so với các đối thủ thế hệ thứ bảy, với ý định bao gồm cả khu vực "không phải người dùng". Để đạt được điều này, Nintendo đã đầu tư vào một chiến dịch quảng cáo trị giá 200 triệu đô la. Những cải tiến của Wii bao gồm bộ điều khiển Wii Remote, được trang bị hệ thống gia tốc kế và cảm biến hồng ngoại cho phép nó phát hiện vị trí của nó trong môi trường ba chiều với sự hỗ trợ của thanh cảm biến; thiết bị ngoại vi Nunchuk bao gồm bộ điều khiển tương tự cũng như gia tốc kế; và thiết bị mở rộng Wii MotionPlus giúp tăng độ nhạy của bộ điều khiển chính với sự hỗ trợ của con quay hồi chuyển.
Đến năm 2016, hơn 101 triệu máy Wii đã được bán ra trên toàn thế giới, khiến nó trở thành máy chơi trò chơi điện tử thành công nhất trong cùng thế hệ, một sự khác biệt mà Nintendo đã không đạt được kể từ SNES vào những năm 1990.
Một số phụ kiện đã được phát hành cho Wii từ năm 2007 đến năm 2010, chẳng hạn như Wii Balance Board, Wii Wheel và dịch vụ tải xuống WiiWare. Năm 2009, Nintendo Iberica SA mở rộng hoạt động thương mại sang Bồ Đào Nha thông qua văn phòng mới tại Lisbon. Vào năm đó, Nintendo chiếm 68,3% thị phần máy chơi trò chơi điện tử cầm tay trên toàn thế giới.
Vào năm 2010, Nintendo đã tổ chức lễ kỷ niệm 25 năm ngày Mario xuất hiện lần đầu tiên, trong đó một số sản phẩm nhất định được đưa ra bán. Sự kiện bao gồm việc phát hành phiên bản kỷ niệm 25 năm Super Mario All-Stars và các phiên bản đặc biệt của Nintendo DSi XL và Wii.

#### 2010–2016: Nintendo 3DS, Wii U và các liên doanh di động
Thông tin thêm: Lịch sử của Nintendo 3DS, Lịch sử của Wii U và Lịch sử của các trò chơi trên di động của Nintendo

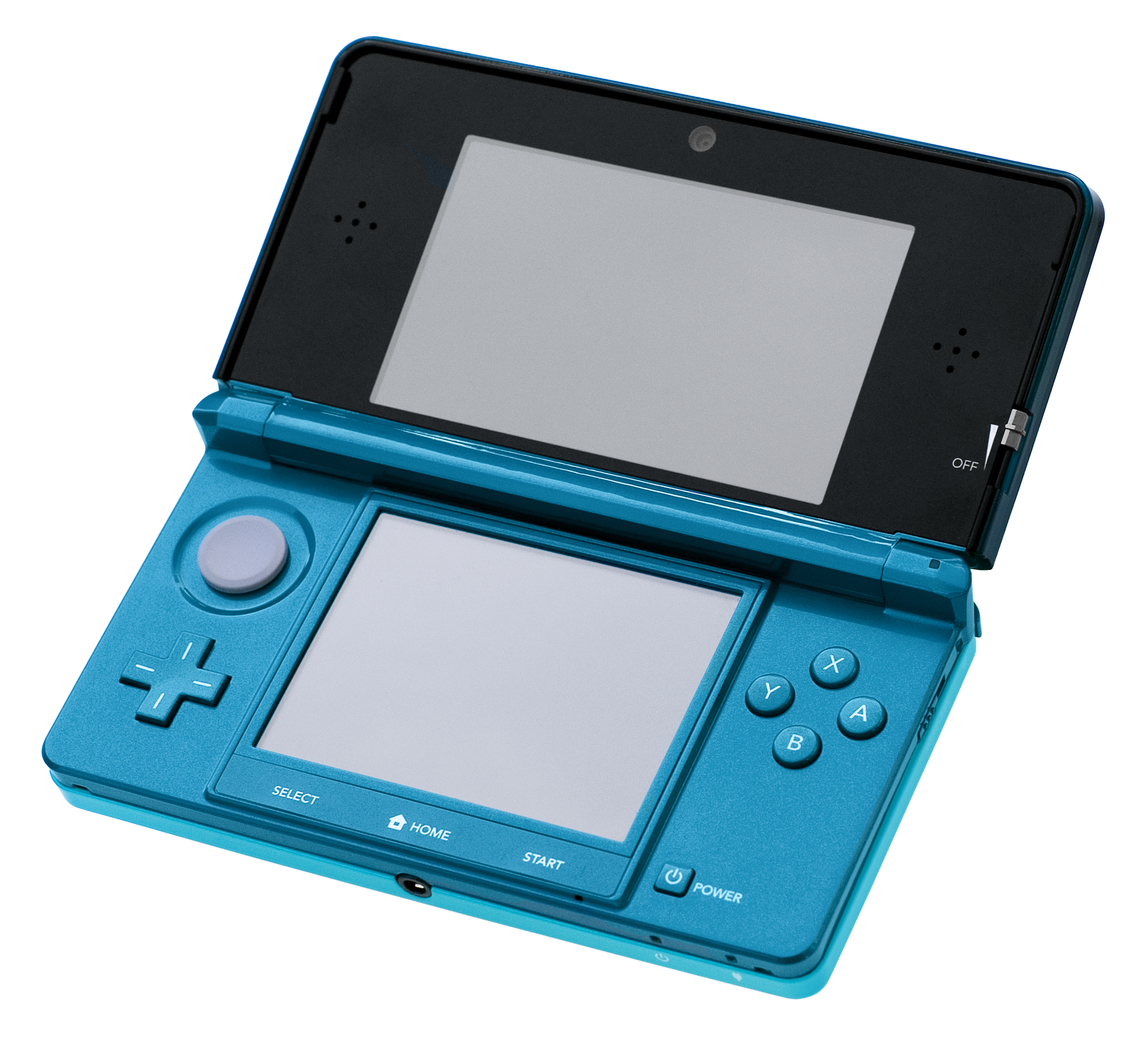
Nintendo 3DS, có khả năng hiển thị đồ họa 3D không cần kính

Sau một thông báo vào tháng 3 năm 2010, Nintendo đã phát hành Nintendo 3DS vào năm 2011. Máy có khả năng tạo ra các hiệu ứng lập thể mà không cần kính 3D. Đến năm 2018, hơn 69 triệu máy đã được bán ra trên toàn thế giới; con số này tăng lên 75 triệu vào đầu năm 2019. Năm 2011, Nintendo đã tổ chức lễ kỷ niệm 25 năm The Legend of Zelda với chuyến lưu diễn hòa nhạc The Legend of Zelda: Symphony of the Goddesses và trò chơi The Legend of Zelda: Skyward Sword.

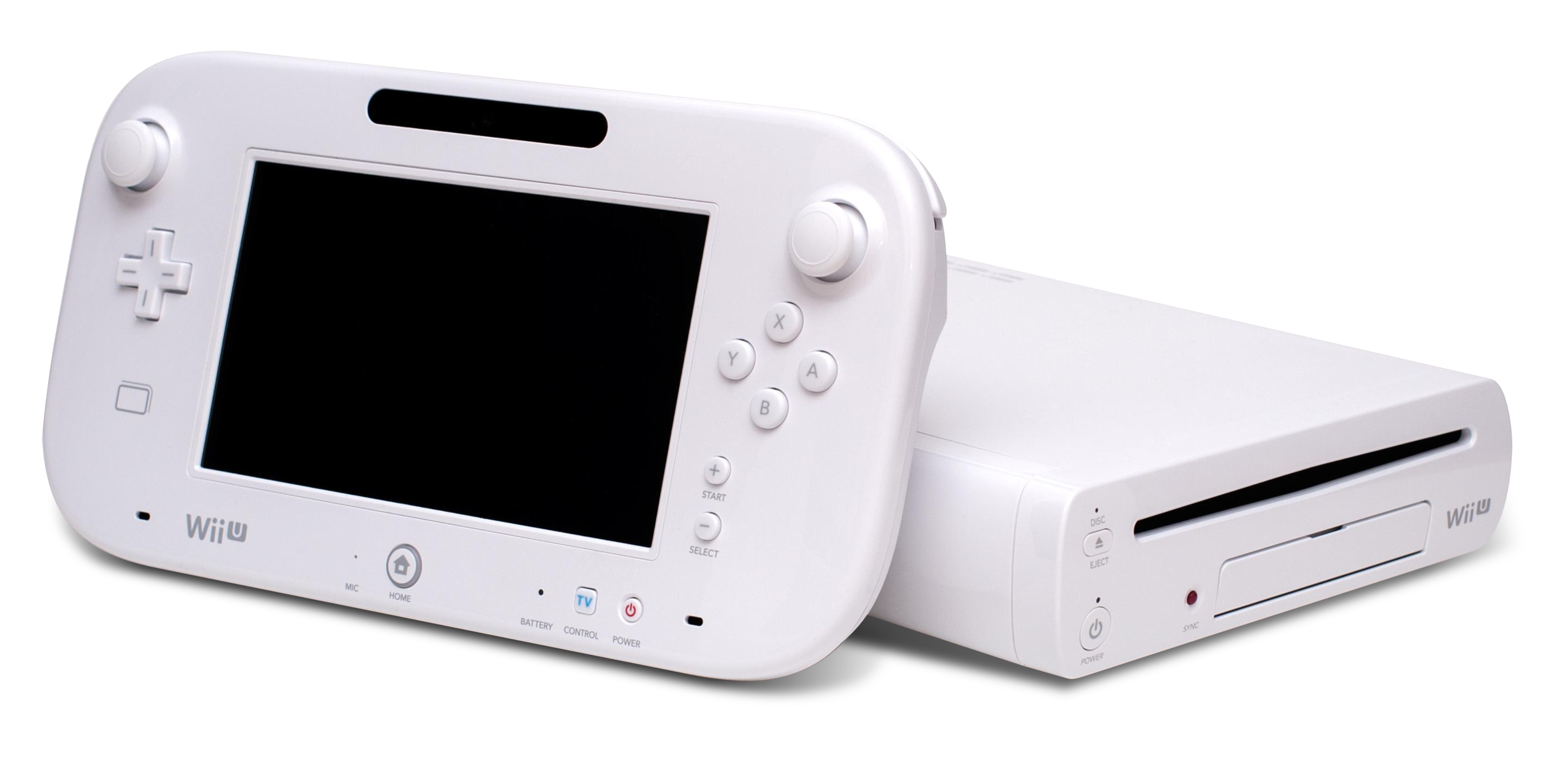
Wii U, kế nhiệm Wii

Năm 2012 và 2013 đánh dấu sự ra đời của hai hệ máy chơi trò chơi điện tử mới: Wii U, tích hợp đồ họa độ nét cao và bộ điều khiển GamePad với công nghệ giao tiếp trường gần, và Nintendo 2DS, một phiên bản của 3DS giản lược thiết kế ỏ sò của các máy chơi trò chơi điện tử cầm tay trước đây của Nintendo và các hiệu ứng lập thể của 3DS. Với 13,5 triệu máy được bán ra trên toàn thế giới, Wii U là máy chơi trò chơi điện tử kém thành công nhất trong lịch sử của Nintendo.
Vào năm 2014, một dòng sản phẩm mới đã được phát hành bao gồm các nhân vật của Nintendo được gọi là amiibos.
Vào ngày 25 tháng 9 năm 2013, Nintendo thông báo mua lại 28% cổ phần của PUX Corporation, một công ty con của Panasonic, với mục đích phát triển tính năng nhận dạng khuôn mặt, giọng nói và văn bản cho các trò chơi điện tử của mình. Do thu nhập của công ty giảm 30% trong khoảng thời gian từ tháng 4 đến tháng 12 năm 2013, Iwata thông báo tạm thời tự cắt giảm 50% tiền lương của ông, trong khi các giám đốc điều hành khác phải giảm 20% –30%.
Vào tháng 1 năm 2015, Nintendo ngừng hoạt động tại thị trường Brazil một phần do thuế nhập khẩu cao. Mặc dù điều này không ảnh hưởng đến phần còn lại của thị trường Mỹ Latinh của Nintendo do có liên minh với Juegos de Video Latinoamérica, sau đó vào năm 2017, Nintendo đạt thỏa thuận với NC Games để các sản phẩm của Nintendo có thể tiếp tục phân phối tại Brazil.
Vào ngày 11 tháng 7 năm 2015, Iwata qua đời vì bệnh ung thư ống mật, và sau đó vài tháng, Miyamoto và Takeda cùng điều hành công ty, Kimishima Tatsumi trở thành người kế nhiệm Iwata vào ngày 16 tháng 9 năm 2015. Là một phần của quá trình tái cơ cấu ban lãnh đạo, Miyamoto và Takeda lần lượt được chỉ định là cố vấn sáng tạo và cố vấn công nghệ.

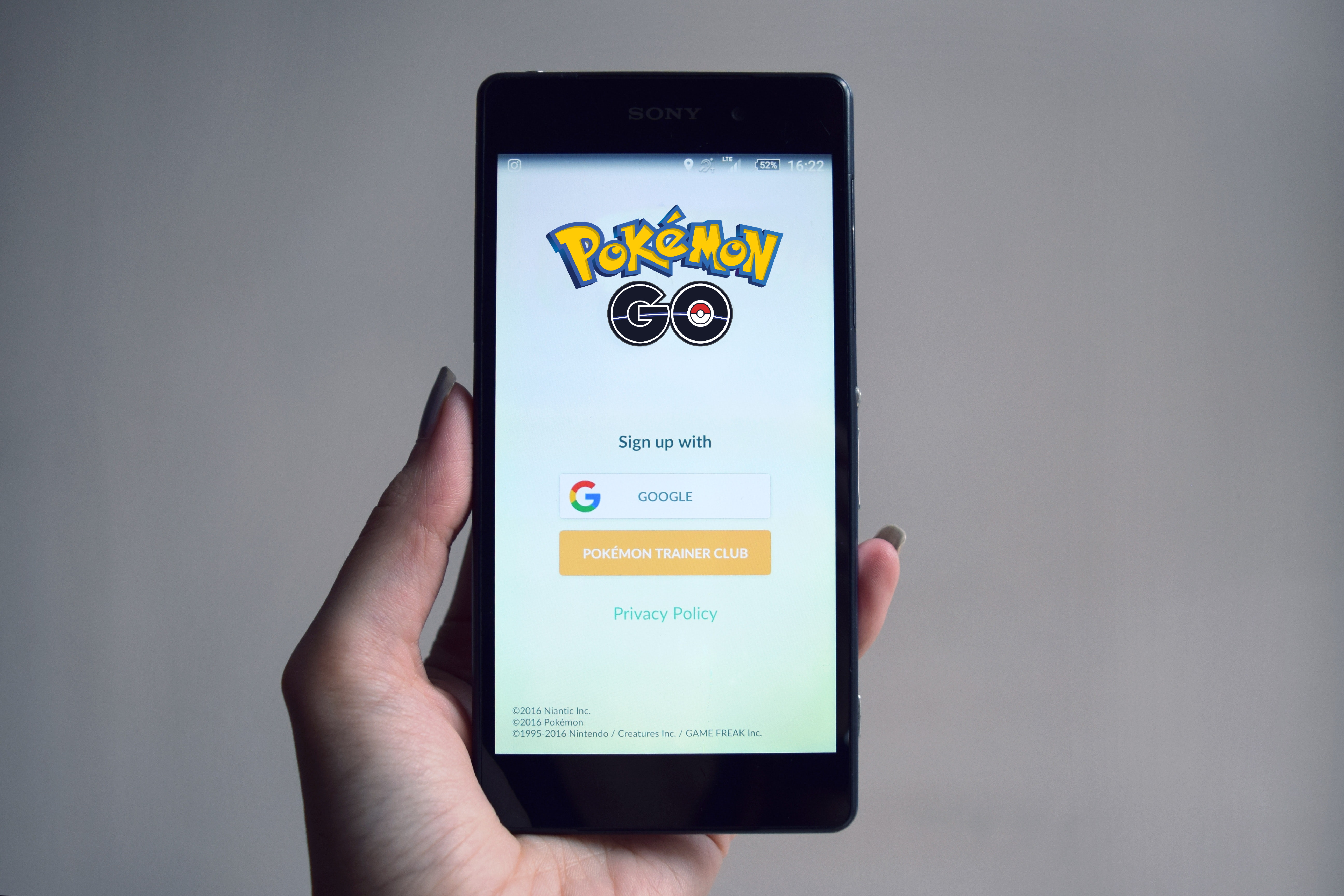
Điện thoại di động hiển thị màn hình đăng ký Pokémon Go

Những thiệt hại tài chính do Wii U gây ra, cùng với việc Sony dự định phát hành trò chơi điện tử độc quyền cho các nền tảng khác như TV thông minh, đã thúc đẩy Nintendo phải suy nghĩ lại chiến lược liên quan đến sản xuất và phân phối tài sản của mình.
Vào năm 2015, Nintendo đã chính thức hợp pháp hóa các thỏa thuận với DeNA và Universal Parks & Resorts để mở rộng sự hiện diện của mình sang các thiết bị thông minh và công viên giải trí.
Vào tháng 3 năm 2016, ứng dụng di động đầu tiên của Nintendo dành cho hệ điều hành iOS và Android, Miitomo, đã được phát hành. Kể từ đó, Nintendo đã sản xuất các ứng dụng tương tự khác, chẳng hạn như Super Mario Run, Fire Emblem Heroes, Animal Crossing: Pocket Camp, Mario Kart Tour và Pokémon Go, ứng dụng cuối cùng được phát triển bởi Niantic và mang lại doanh thu 115 triệu đô la cho Nintendo.
Khu vực công viên giải trí Super Nintendo World sẽ mở cửa tại Universal Studios Japan vào năm 2020.
Vào tháng 3 năm 2016, chương trình khách hàng thân thiết My Nintendo thay thế Club Nintendo.
NES Classic Edition phát hành vào tháng 11 năm 2016. Đây là phiên bản được thiết kế lại của NES bao gồm hỗ trợ giao diện HDMI và khả năng tương thích với Wiimote.
Kế nhiệm của nó, Super NES Classic Edition,
phát hành vào tháng 9 năm 2017. Đến tháng 10 năm 2018, khoảng mười triệu máy của cả hai hệ kết hợp đã được bán ra trên toàn thế giới.

#### 2017 – nay: Nintendo Switch
Thông tin thêm: Lịch sử của Nintendo Switch

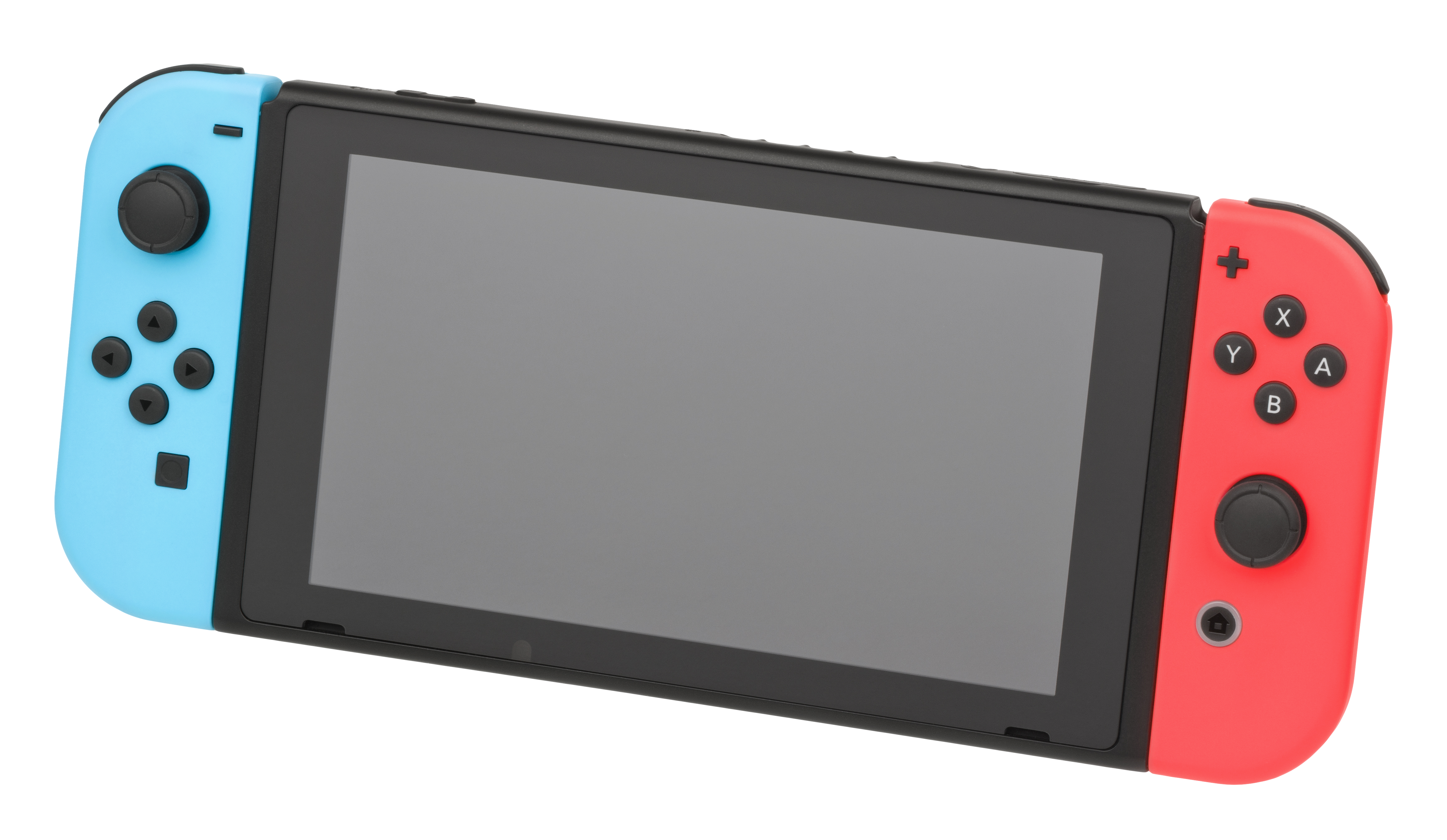
Bảng điều khiển lai của Nintendo, Nintendo Switch.

Thay thế Wii U trong thế hệ thứ tám của máy chơi trò chơi điện tử, Nintendo Switch, phát hành vào tháng 3 năm 2017. Nintendo Switch có thiết kế kết hợp như một máy chơi trò chơi điện tử cầm tay và gia đình, các tay cầm Joy-Con hoạt động độc lập, mỗi cái chứa một gia tốc kế, con quay hồi chuyển, và kết nối không dây đồng thời của tối đa tám máy. Để mở rộng danh mục trò chơi của mình, Nintendo đã liên minh với một số nhà phát triển bên thứ ba và độc lập; đến tháng 2 năm 2019, hơn 1.800 trò chơi đã được phát hành cho Nintendo Switch.
Doanh số toàn cầu của Nintendo Switch đã vượt quá 55 triệu máy vào tháng 3 năm 2020.
Vào tháng 4 năm 2018, dòng Nintendo Labo được phát hành, bao gồm các phụ kiện bằng bìa cứng tương tác với Nintendo Switch và Joy-Con. Nintendo Labo Variety Kit đã bán được hơn một triệu bản trong năm đầu tiên có mặt trên thị trường.
Năm 2018, Furukawa Shuntaro thay thế Kimishima làm chủ tịch công ty, trong khi vào năm 2019, Doug Bowser thay thế chủ tịch Nintendo of America, Reggie Fils-Aimé.
Vào tháng 4 năm 2019, Nintendo đã thành lập liên minh với Tencent để phân phối Nintendo Switch tại Trung Quốc bắt đầu từ tháng 12.
Vào tháng 4 năm 2020, ValueAct Capital Partners đã công bố thương vụ mua cổ phiếu Nintendo trị giá 1,1 tỷ đô la, mang lại cho họ tổng cổ phần của Nintendo là 2%.
Vào ngày 6 tháng 1 năm 2020, công ty phát triển nhà hàng và khách sạn Plan See Do thông báo rằng họ sẽ tân trang lại trụ sở cũ của Marufuku Nintendo Card Co. thành một khách sạn, với kế hoạch thêm 20 phòng ở, một nhà hàng, quầy bar và phòng tập thể dục, với ngày mở cửa dự kiến vào mùa hè năm 2021. Tuy nhiên, tòa nhà không thuộc về Nintendo, mà là Yamauchi Co., Ltd., một công ty quản lý tài sản của gia đình sáng lập Nintendo. Có thông tin cho rằng trụ sở ban đầu từ thế kỷ 19 dường như đã bị phá bỏ và biến thành một bãi đậu xe. Mặc dù đại dịch COVID-19 đã gây ra sự chậm trễ trong quá trình sản xuất và phân phối một số sản phẩm của Nintendo, nhưng tình trạng này "đã tác động hạn chế đến kết quả kinh doanh"; vào tháng 5 năm 2020, Nintendo báo cáo thu nhập tăng 75% so với năm tài chính trước đó, chủ yếu được đóng góp bởi dịch vụ Nintendo Switch Online.
Vào tháng 8 năm 2020, Nintendo được vinh danh là công ty giàu nhất Nhật Bản.
Nintendo công bố kế hoạch vào tháng 6 năm 2021 để chuyển đổi nhà máy Uji Ogura, nơi trước đây họ đã sản xuất trò chơi và thẻ bài Hanafuda, thành một bảo tàng vào năm tài chính 2023.

## Các sản phẩm
Bài chi tiết: Danh sách sản phẩm của Nintendo
Trọng tâm của Nintendo là nghiên cứu, phát triển, sản xuất và phân phối các sản phẩm giải trí, chủ yếu là phần mềm và phần cứng trò chơi điện tử, và trò chơi liên quan đến bài lá, các thị trường chính của nó là Nhật Bản, Mỹ và Châu Âu, mặc dù hơn 70% tổng doanh thu đến từ hai lãnh thổ thứ yếu.

### Đồ chơi
Bài chi tiết: Danh sách sản phẩm của Nintendo § Đồ chơi và thẻ

### Thiết bị chơi trò chơi điện tử
Bài chi tiết: Máy chơi trò chơi điện tử của Nintendo
Kể từ khi ra mắt Color TV-Game vào năm 1977, Nintendo đã sản xuất và phân phối nhiều loại máy chơi trò chơi điện tử khác nhau, bao gồm máy gia đình, máy cầm tay, máy chuyên dụng và máy lai. Mỗi máy tương thích với nhiều loại phụ kiện và bộ tay cầm điều khiển, chẳng hạn như NES Zapper, Game Boy Camera, Super NES Mouse, Rumble Pak, Wii MotionPlus, Wii U Pro và Nintendo Switch Pro Controller.

### Trò chơi điện tử
Bài chi tiết: Danh sách trò chơi điện tử của Nintendo
Các trò chơi điện tử đầu tiên do Nintendo sản xuất là các tựa game arcade, với EVR Race (1975) là tựa điện tử đầu tiên của công ty và Donkey Kong (1981) là trò chơi platform đầu tiên trong lịch sử. Kể từ đó, cả Nintendo và các công ty phát triển khác đã sản xuất và phân phối một danh mục trò chơi điện tử phong phú cho các hệ máy chơi trò chơi điện tử tại gia khác nhau của Nintendo. Trò chơi của Nintendo được bán ở cả định dạng vật lý và kỹ thuật số; sau đó được phân phối thông qua các dịch vụ như Nintendo eShop và Nintendo Network.

## Tiếp thị
Bài chi tiết: Chiến dịch tiếp thị của Nintendo
Nintendo of America tham gia vào một số chiến dịch tiếp thị cao cấp để xác định và định vị thương hiệu. Một trong những khẩu hiệu sớm nhất và lâu dài nhất của nó là "Now you're playing with power!", Được sử dụng đầu tiên để quảng cáo Nintendo Entertainment System. Khẩu hiệu đã sửa đổi để có từ "SUPER power" cho Super Nintendo Entertainment System và "PORTABLE power" cho Game Boy.
1994 "Play It Loud!" chiến dịch này đánh vào sự nổi loạn của thanh thiếu niên và tạo dựng được danh tiếng. Trong kỷ nguyên Nintendo 64, khẩu hiệu là "Get N or get out." Trong kỷ nguyên GameCube, "Who Are You?" gợi mối liên hệ giữa các trò chơi và danh tính của người chơi. Công ty đã quảng cáo thiết bị cầm tay Nintendo DS của mình với khẩu hiệu "Touching is Good." Đối với Wii, họ đã sử dụng khẩu hiệu "Wii would like to play" để quảng cáo máy với những người đã chơi thử các trò chơi bao gồm Super Mario Galaxy và Super Paper Mario. Nintendo 3DS đã sử dụng khẩu hiệu "Take a look inside." Wii U sử dụng khẩu hiệu "How U will play next." Nintendo Switch sử dụng khẩu hiệu "Switch and Play" ở Bắc Mỹ và "Play anywhere, anytime, with anyone" ở Châu Âu.

### Thương hiệu
Trong thời kỳ đỉnh cao của sự thành công của Nintendo trong ngành công nghiệp trò chơi điện tử vào những năm 1990, tên của họ đã được sử dụng phổ biến để chỉ bất kỳ máy chơi trò chơi điện tử nào, bất kể nhà sản xuất nào. Để ngăn chặn nhãn hiệu của họ trở nên quá chung chung, Nintendo đã đẩy mạnh việc sử dụng thuật ngữ "game console" và đã thành công trong việc bảo vệ thương hiệu của họ.

### Những biểu trưng (Logos)
Được sử dụng từ những năm 1960, logo dễ nhận biết nhất của Nintendo là hình đường đua, đặc biệt là phần chữ màu đỏ thường (mặc dù không phải lúc nào cũng vậy) hiển thị trên nền trắng, chủ yếu được sử dụng ở các thị trường phương Tây từ năm 1985 đến 2006. Tại Nhật Bản, một phiên bản đơn sắc không có nền màu có trên Famicom, Super Famicom, Nintendo 64, GameCube, các máy chơi trò chơi điện tử cầm tay của Nintendo. Kể từ năm 2006, cùng với sự ra mắt của Wii, Nintendo đã thay đổi logo của mình thành một biến thể màu xám, thiếu nền màu bên trong chữ, làm cho nó trở nên trong suốt. Logo chính thức của Nintendo vẫn là biến thể này. Đối với các sản phẩm tiêu dùng và tiếp thị, một biến thể màu trắng trên nền đỏ đã được sử dụng từ năm 2015 và có hiệu lực đầy đủ kể từ khi ra mắt Nintendo Switch vào năm 2017.

1889–1950
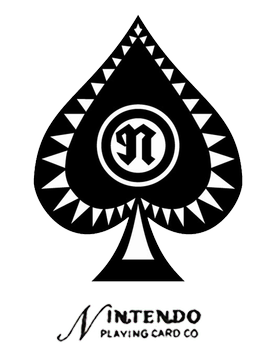
1950–1960
1960–1965
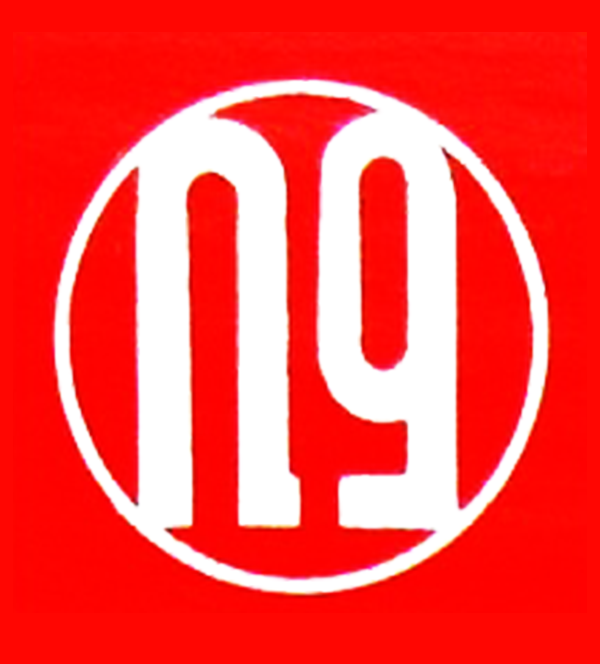
1965–1970
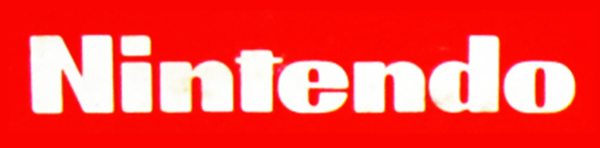
1967–1975
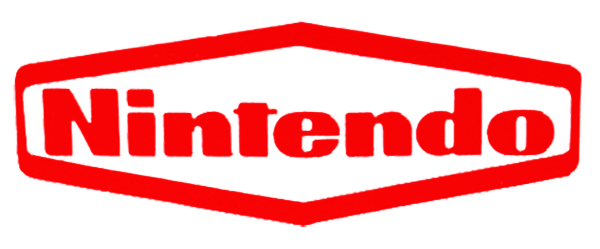
1968–1975
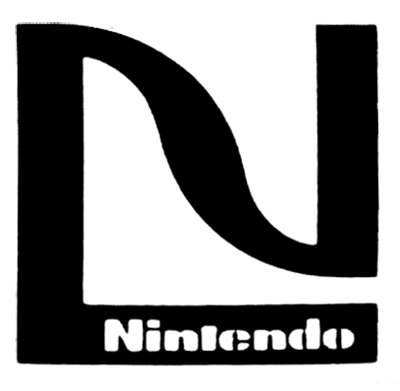
1970–1975
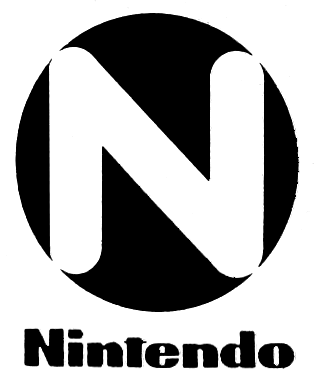
1972
1975–nay
2006–nay
2016–nay

## Cơ cấu công ty

### Ban giám đốc

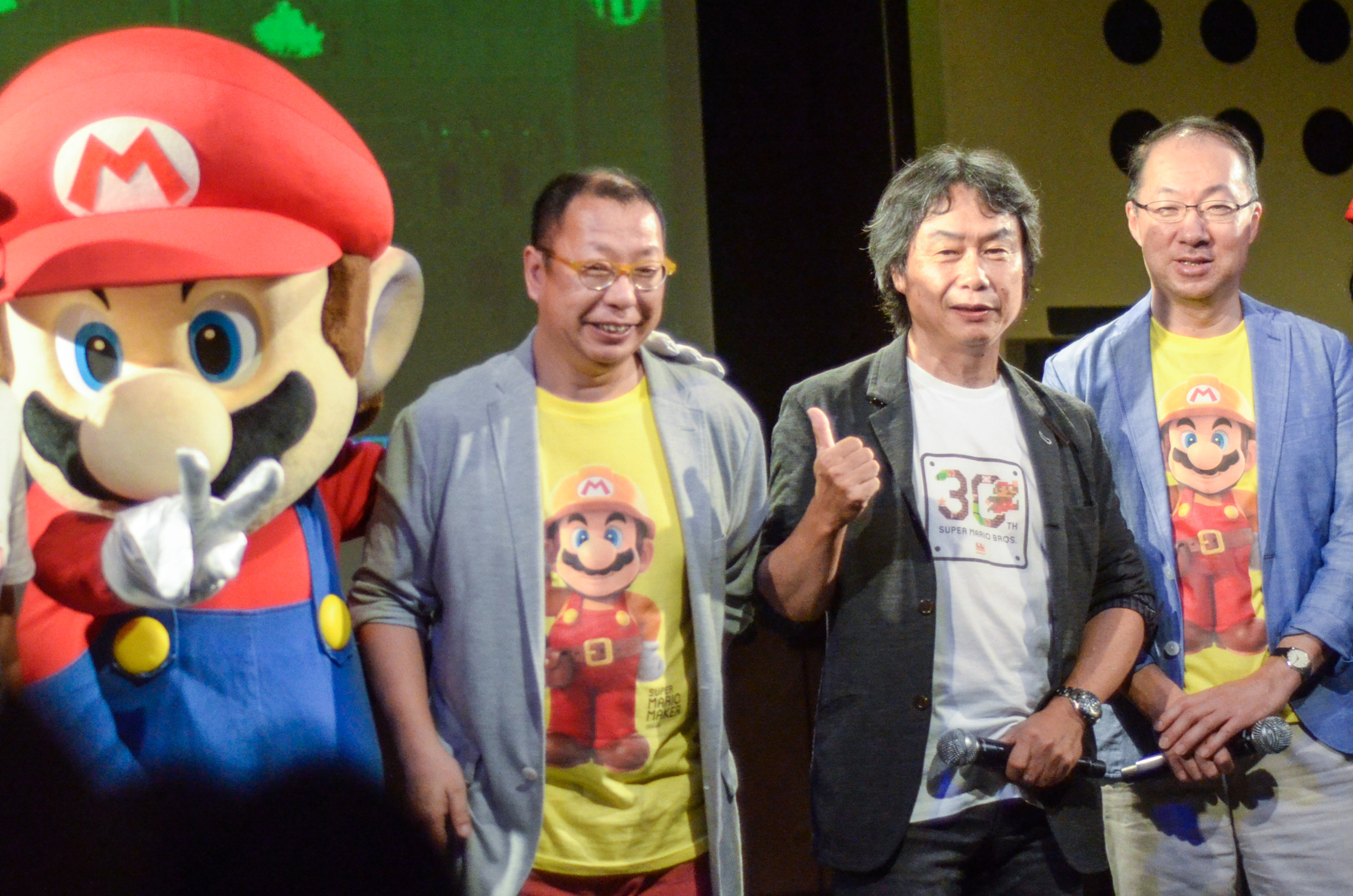
Nhân viên lâu năm Tezuka Takashi, Miyamoto Shigeru và Kondo Koji vào năm 2015.

#### Giám đốc đại diện
- Furukawa Shuntaro, Chủ tịch [171][172]
- Miyamoto Shigeru, thành viên

#### Đạo diễn
- Takahashi Shinya, giám đốc điều hành cấp cao, tổng giám đốc Bộ phận Kế hoạch & Phát triển Giải trí và giám sát viên của Bộ phận Phát triển Kinh doanh và Bộ phận Quản trị & Hỗ trợ Phát triển.
- Shiota Ko, giám đốc điều hành cấp cao, tổng giám đốc Bộ phận Phát triển Công nghệ Platform
- Shibata Satoru, giám đốc điều hành cấp cao, tổng giám đốc tiếp thị và cấp phép

#### Các cán bộ điều hành
- Yamato Satoshi, giám đốc điều hành cấp cao, chủ tịch của Nintendo Sales Co., Ltd
- Shinshi Hirokazu, giám đốc điều hành cấp cao, giám đốc sản xuất
- Koizumi Yoshiaki, giám đốc điều hành cấp cao, phó tổng giám đốc Kế hoạch & Phát triển mảng Giải trí
- Tezuka Takashi, giám đốc điều hành, nhân viên cấp cao của Kế hoạch & Phát triển mảng Giải trí
- Murakami Hajime, Giám đốc điều hành, Tổng Giám đốc Khối Quản trị Tài chính
- Beppu Yusuke, giám đốc điều hành, phó tổng giám đốc bộ phận phát triển kinh doanh
- Yamagishi Kentaro, giám đốc điều hành, giám đốc điều hành chung
- Doug Bowser, giám đốc điều hành, chủ tịch và COO của Nintendo of America
- Stephan Bole, giám đốc điều hành, chủ tịch và COO của Nintendo of Europe

### Các bộ phận nội bộ
Bài chi tiết: Danh sách nhóm phát triển của Nintendo
Hoạt động nghiên cứu và phát triển nội bộ của Nintendo được chia thành ba bộ phận chính:
1. Nintendo Entertainment Planning & Development (hay EPD), bộ phận phát triển phần mềm chính của Nintendo, tập trung vào phát triển trò chơi điện tử và phần mềm;
2. Nintendo Platform Technology Development (hay PTD), tập trung vào phát triển phần cứng máy chơi trò chơi điện tử gia đình và cầm tay; và
3. Nintendo Business Development (hay NBD), tập trung vào việc tinh chỉnh chiến lược kinh doanh và chịu trách nhiệm giám sát mảng thiết bị thông minh của doanh nghiệp.

#### Bộ phận Lập kế hoạch & Phát triển mảng Giải trí - Entertainment Planning & Development (EPD)
Bộ phận Lập kế hoạch & Phát triển mảng Giải trí là bộ phận phát triển phần mềm chính tại Nintendo, được thành lập như một sự hợp nhất giữa các bộ phận Phân tích & Phát triển mảng Giải trí - Entertainment Analysis & Development và Lập kế hoạch & Phát triển mảng Phần mềm - Software Planning & Development trước đây của họ vào năm 2015. Được lãnh đạo bởi Takahashi Shinya, bộ phận này tập trung nhiều nhân viên nhất công ty, có hơn 800 kỹ sư, nhà sản xuất, đạo diễn, nhà hoạch định và nhà thiết kế.

#### Bộ phận Phát triển công nghệ Platform - Platform Technology Development (PTD)
Bộ phận Phát triển Công nghệ Platform của Nintendo là sự kết hợp của bộ phận Nghiên cứu & Phát triển Tích hợp (Integrated Research & Development hoặc IRD) và Phát triển Hệ thống (System Development hoặc SDD) trước đây của Nintendo. Do Shiota Ko lãnh đạo, bộ phận chịu trách nhiệm thiết kế phần cứng và phát triển hệ điều hành, môi trường phát triển và mạng nội bộ của Nintendo cũng như bảo trì Nintendo Network.

#### Bộ phận Phát triển kinh doanh - Business Development (NBD)
Bộ phận Phát triển Kinh doanh Nintendo được thành lập sau bước đột phá của Nintendo vào phát triển phần mềm cho các thiết bị thông minh như điện thoại di động và máy tính bảng. Họ chịu trách nhiệm cải tiến mô hình kinh doanh của Nintendo cho ngành kinh doanh hệ thống trò chơi điện tử chuyên dụng và thúc đẩy liên doanh của Nintendo phát triển các thiết bị thông minh.

### Công ty con
Mặc dù hầu hết các nghiên cứu và phát triển đang được thực hiện ở Nhật Bản, nhưng có một số cơ sở R&D ở Mỹ, Châu Âu và Trung Quốc đang tập trung phát triển công nghệ phần mềm và phần cứng được sử dụng trong các sản phẩm của Nintendo. Mặc dù tất cả đều là công ty con của Nintendo (và do đó là bên thứ nhất), chúng thường được coi là nguồn lực bên ngoài khi tham gia vào quá trình phát triển chung với các nhà phát triển nội bộ của Nintendo do các cá nhân Nhật Bản tham gia. Điều này có thể thấy trong loạt bài phỏng vấn Iwata asks. Nintendo Software Technology (NST) và Nintendo Technology Development (NTD) đặt tại Redmond, Washington, nước Mỹ, trong khi Nintendo European Research & Development (NERD) được đặt tại Paris, Pháp và Nintendo Network Service Database (NSD) được đặt tại Kyoto, Nhật Bản.
Hầu hết việc phát triển phần mềm của bên thứ nhất bên ngoài được thực hiện ở Nhật Bản, vì công ty con duy nhất ở nước ngoài là Retro Studios ở Mỹ. Mặc dù các studio này đều là công ty con của Nintendo, nhưng thường được coi là nguồn lực bên ngoài khi tham gia vào quá trình phát triển chung với các nhà phát triển nội bộ của Nintendo bởi bộ phận Phát triển & Kế hoạch Giải trí Nintendo - Nintendo Entertainment Planning & Development (EPD). 1-Up Studio và Nd Cube đặt tại Tokyo, Nhật Bản, trong khi Monolith Soft có một studio đặt tại Tokyo và một studio khác ở Kyoto. Retro Studios nằm ở Austin, Texas.
Nintendo cũng thành lập The Pokémon Company cùng với Creatures và Game Freak để quản lý thương hiệu Pokémon. Tương tự, Warpstar Inc. được thành lập thông qua đầu tư chung với HAL Laboratory, đơn vị phụ trách loạt phim hoạt hình Kirby: Right Back at Ya!. Cả hai công ty đều là những khoản đầu tư từ Nintendo, Nintendo nắm giữ 32% cổ phần của The Pokémon Company và 50% cổ phần của Warpstar Inc.
Tổng cộng có 27 công ty con được công ty báo cáo với 20 công ty được biết đến trong Báo cáo thường niên của Nintendo vào năm 2020:
- Nintendo of America Inc. 
  - Nintendo Technology Development, Inc.
  - Nintendo Software Technology Corporation
  - Nintendo of Canada Ltd.
- Nintendo of America GmbH 
  - Nintendo France
  - Nintendo Benelux BV>
  - Nintendo Iberica SA
  - Nintendo RU LLC
- Nintendo Australia
- Nintendo of Korea Co. Ltd.
- iQue (China)
- Retro Studios
- Nintendo (Hongkong) Limited
- Nintendo European Research and Development
- Nintendo Sales Co. Ltd. (Japan)
- NDcube
- Studio 1-UP
- Monolith Soft
- Mario Club Co., Ltd.

### Nhà phân phối bổ sung

#### Bergsala
Bergsala, một công ty bên thứ ba có trụ sở tại Thụy Điển, độc quyền xử lý các hoạt động của Nintendo ở khu vực Scandinavia. Mối quan hệ của Bergsala với Nintendo được thiết lập vào năm 1981 khi công ty tìm cách phân phối Game & Watch cho Thụy Điển, sau đó mở rộng sang NES vào năm 1986. Bergsala là nhà phân phối duy nhất không thuộc sở hữu của Nintendo đối với các sản phẩm của Nintendo, cho đến năm 2019 khi Tor Gaming giành được quyền phân phối tại Israel.

#### Tencent
Nintendo đã hợp tác với Tencent để phát hành các sản phẩm Nintendo tại Trung Quốc, sau khi dỡ bỏ lệnh cấm máy chơi trò chơi điện tử của nước này vào năm 2015. Ngoài việc phân phối phần cứng, Tencent sẽ giúp nhập khẩu các game của Nintendo thông qua quy trình phê duyệt của chính phủ đối với phần mềm trò chơi điện tử.

#### Tor Gaming
Vào tháng 1 năm 2019, ynet và IGN Israel báo cáo rằng các cuộc đàm phán về việc phân phối chính thức các sản phẩm Nintendo tại quốc gia này đang diễn ra. Sau hai tháng, IGN Israel thông báo Tor Gaming Ltd., một công ty được thành lập vào đầu năm 2019, đã đạt được thỏa thuận phân phối với Nintendo of Europe, xử lý hoạt động bán lẻ chính thức bắt đầu từ đầu tháng 3, tiếp theo là mở một cửa hàng trực tuyến chính thức tháng tiếp theo. Vào tháng 6 năm 2019, Tor Gaming ra mắt Cửa hàng Nintendo chính thức tại Trung tâm Dizengoff ở Tel Aviv, trở thành Cửa hàng Nintendo chính thức thứ hai trên toàn thế giới, 13 năm sau NYC.

## Các chi nhánh

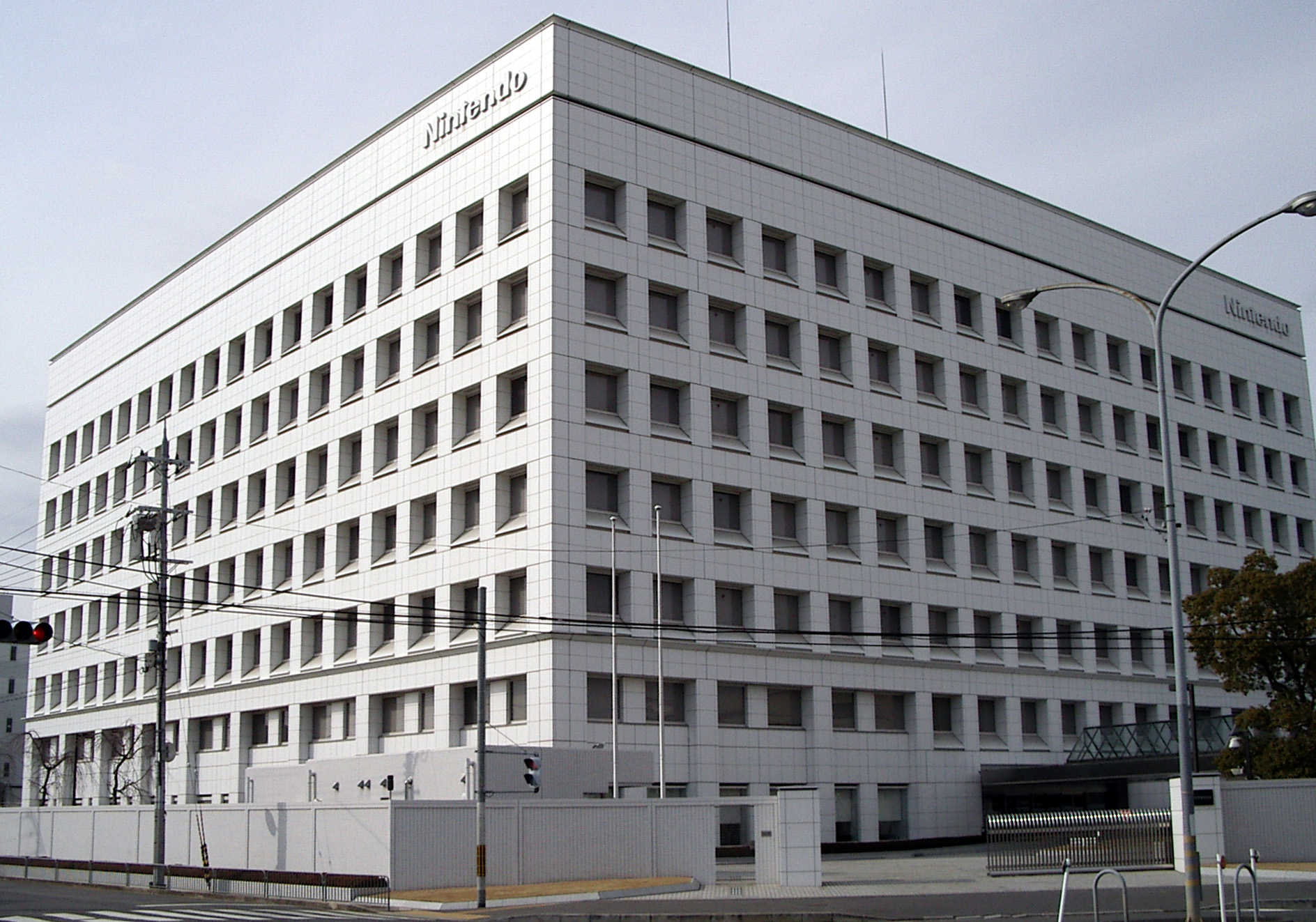
Mặt ngoài trụ sở chính của Nintendo tại Kyoto, Nhật Bản.
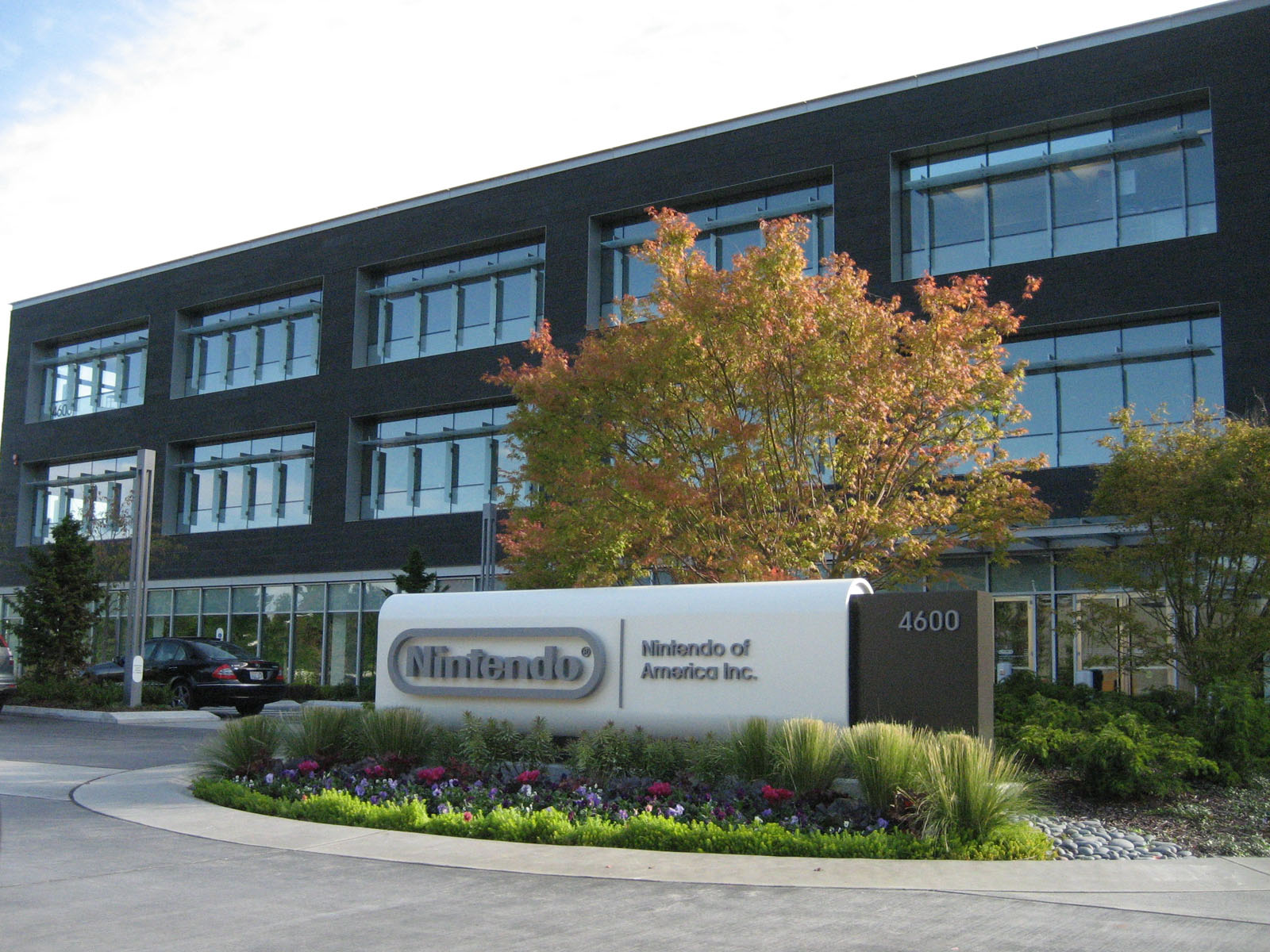
Trụ sở Nintendo của Mỹ tại Redmond, Washington.
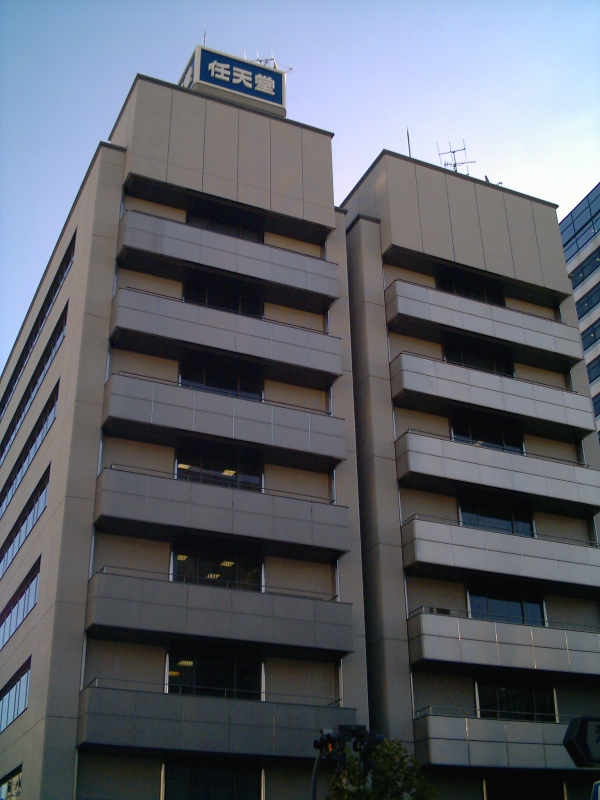
Văn phòng của Nintendo tại Tokyo.

### Công ty TNHH Nintendo
Có trụ sở chính tại Kyoto, Nhật Bản kể từ ngày đầu thành lập, Nintendo Co., Ltd. giám sát các hoạt động toàn cầu của tổ chức và quản lý đặc biệt các hoạt động tại Nhật Bản. Hai công ty con chính của công ty là Nintendo of America và Nintendo of Europe lần lượt quản lý các hoạt động ở Bắc Mỹ và châu Âu. Nintendo Co., Ltd. chuyển từ vị trí ban đầu ở Kyoto đến văn phòng mới ở Higashiyama-ku, Kyoto, vào năm 2000, trở thành tòa nhà nghiên cứu và phát triển khi trụ sở chính chuyển đến địa chỉ hiện nay ở Minami-ku, Kyoto.

### Nintendo of America
Nintendo thành lập công ty con ở Bắc Mỹ vào năm 1980 với tên gọi Nintendo of America (NoA).Yamauchi Hiroshi bổ nhiệm con rể Arakawa Minoru làm chủ tịch, ông lần lượt thuê chính vợ của ông và con gái của Yamauchi là Yamauchi Yoko làm nhân viên đầu tiên. Gia đình Arakawa chuyển từ Vancouver để thành lập văn phòng ở Manhattan, New York, do đây là vị trí trung tâm thương mại của nước Mỹ. Cả hai đều xuất thân từ những gia đình cực kỳ giàu có, mục tiêu của họ đặt nặng vào thành tích hơn là vì tiền bạc — và tất cả vốn liếng và sản phẩm của họ giờ đây cũng sẽ được thừa kế từ Nintendo tại Nhật Bản và mục tiêu đầu tiên của họ chính là những đồng xèng của thị trường máy chơi trò chơi điện tử thùng đem lại lợi nhuận 8 tỷ đô la mỗi năm ở Mỹ, vốn đã bỏ xa cả mảng giải trí phim ảnh và truyền hình cộng lại. Trong chuyến du ngoạn chủ yếu để nghiên cứu về trò chơi điện tử của cặp đôi, NoA đã thuê những game thủ trẻ tuổi làm việc trong nhà kho bẩn thỉu, nóng nực, ẩm ướt ở New Jersey để nhận và làm dịch vụ phần cứng cho trò chơi điện tử từ Nhật Bản. :94–103
Cuối năm 1980, NoA ký hợp đồng với công ty phân phối và bán trò chơi điện tử Far East Video có trụ sở tại Seattle, chỉ bao gồm các nhân viên bán hàng có kinh nghiệm là Ron Judy và Al Stone. Cả hai đã tạo dựng được danh tiếng cực tốt và cả một mạng lưới phân phối, được thành lập đặc biệt cho việc nhập khẩu và bán trò chơi độc lập từ Nintendo vì công ty Nhật Bản đã có nhiều năm chìm nổi ở Mỹ. Giờ đây, với tư cách là cộng sự trực tiếp của NoA mới, họ nói với Arakawa rằng họ luôn có thể dọn sạch hàng tồn kho của Nintendo nếu Nintendo chịu sản xuất các trò chơi tốt hơn. Far East Video đã ký hợp đồng với NoA về khoản hoa hồng cố định trên mỗi đơn vị đối với việc phân phối độc quyền trò chơi Nintendo ở Mỹ, luật sư Howard Lincoln có trụ sở tại Seattle chịu trách nhiệm giải quyết. :94–103
Dựa trên các địa điểm thử nghiệm thuận lợi ở Seattle, Arakawa đã đặt cược hầu hết số vốn khiêm tốn của NoA vào một đơn đặt hàng khổng lồ gồm 3.000 thùng máy Radar Scope. Ông đã tuyệt vọng khi trò chơi thất bại trên thị trường vốn dễ thay đổi mà việc chuyển hàng từ Nhật Bản mất tới bốn tháng đi thuyền. Far East Video đã gặp khó khăn về tài chính do doanh số bán hàng sụt giảm và Ron Judy phải đi vay 50.000 USD tiền tiết kiệm cả đời của người dì, trong khi vẫn nuôi hy vọng Nintendo sẽ phát triển bản hit Pac-Man đầu tiên. Arakawa hối hận khi thành lập công ty con Nintendo, với Yoko đau khổ, mắc kẹt giữa những trận tranh cãi liên miên của chồng và cha mình. :103–5
Giữa các mối đe dọa về tài chính, Nintendo of America đã chuyển từ Manhattan đến khu tàu điện ngầm Seattle để loại bỏ các yếu tố gây căng thẳng lớn: lối sống và con đường đi làm điên cuồng giữa New York và New Jersey, và những tuần hoặc tháng cứ trôi qua trên những chuyến hàng vận chuyển từ Nhật Bản do thảm họa Radar Scope gây ra. Cảng Seattle là cảng gần Nhật Bản nhất, chỉ mất chín ngày đi thuyền và có thị trường sản xuất gỗ cho các thùng game, đội trinh sát bất động sản của Arakawa đã tìm thấy một nhà kho rộng 60.000 foot vuông (5.600 m2) có thể xây ba văn phòng — một cho Arakawa và một cho Judy và Stone. :105–6 Nhà kho ở khu ngoại ô Tukwila này thuộc sở hữu của Mario Segale, chính là ý tưởng đặt tên cho nhân vật Mario, và ban đầu được quản lý bởi cựu nhân viên Far East Video là Don James. :109 Sau một tháng, James tuyển dụng người bạn thời đại học Howard Phillips làm trợ lý, ông này nhanh chóng đảm nhận vị trí quản lý kho hàng. Công ty chỉ có vỏn vẹn không tới 10 nhân viên, tất cả phải xử lý việc bán hàng, tiếp thị, quảng cáo, phân phối và sản xuất trong hạn chế  :160 những tủ game thùng và máy chơi trò chơi điện tử cầm tay Game & Watch, tất cả đều được vận chuyển và có nguồn gốc từ Nintendo.

Arakawa vẫn còn sợ hãi trước cuộc khủng hoảng tài chính đang diễn ra của NoA. Với việc công ty mẹ không có ý tưởng trò chơi mới, ông đã liên tục cầu xin Yamauchi bố trí lại một số tài năng hàng đầu khỏi các sản phẩm hiện có của Nhật Bản để phát triển thứ gì đó cho Mỹ — đặc biệt là để mua lại số lượng lớn tủ Radar Scope đã chết. Vì tất cả các kỹ sư và lập trình viên chủ chốt của Nintendo đều bận rộn và NoA chỉ đại diện cho một phần nhỏ hoạt động kinh doanh tổng thể của công ty mẹ, Yamauchi chỉ được cho phép nhận một trợ lý trẻ măng của Gunpei Yokoi, anh này vốn không có nền tảng về kỹ thuật, Miyamoto Shigeru. :106
Nhân viên của NoA — ngoại trừ game thủ trẻ Howard Phillips — đã đồng loạt phản đối khi nhìn thấy trò chơi đầu tay của nhà phát triển - sinh viên năm nhất Miyamoto, chính trò chơi mà họ đã phải nhập khẩu dưới dạng bộ công cụ chuyển đổi khẩn cấp cho hàng đống thùng trò chơi Radar Scope. :109 Bộ dụng cụ đã biến các tủ trò chơi này thành khoản lợi nhuận khổng lồ của NoA với $280 triệu từ cú hit Donkey Kong của Miyamoto chỉ riêng trong năm 1981-1983. :111  Họ đã bán được 4.000 thùng arcade mới mỗi tháng ở Mỹ, khiến Phillips, khi đó mới 24 tuổi trở thành người quản lý vận chuyển khối lượng khủng nhất cho toàn bộ Cảng Seattle ". Arakawa đã sử dụng những khoản lợi nhuận này để mua 27 mẫu Anh (11 ha) đất ở Redmond vào tháng 7 năm 1982 :113 nhằm thực hiện việc ra mắt Nintendo Entertainment System trị giá 50 triệu đô la vào năm 1985, hồi sinh toàn bộ ngành công nghiệp trò chơi điện tử sau sự sụp đổ kinh hoàng năm 1983. Một nhà kho thứ hai ở Redmond đã sớm được dựng nên, và do Don James quản lý. Công ty chỉ có khoảng 20 nhân viên trong những năm này.
Tổ chức đã được định hình lại trên toàn quốc trong những thập kỷ tiếp theo, và các chức năng kinh doanh tiếp thị và bán hàng cốt lõi đó hiện được chỉ đạo bởi văn phòng tại Thành phố Redwood, California. Các trung tâm phân phối của công ty là Nintendo Atlanta ở Atlanta, Georgia và Nintendo North Bend ở North Bend, Washington. Tính đến  năm 2007, với mảnh đất rộng 380.000 foot vuông (35.000 m2) Cơ sở Nintendo North Bend xử lý hơn 20.000 đơn đặt hàng mỗi ngày cho khách hàng của Nintendo, bao gồm các cửa hàng bán lẻ bán các sản phẩm Nintendo cùng với những người tiêu dùng mua sắm trên trang web của Nintendo. NoA điều hành hai cửa hàng bán lẻ tại Mỹ: Nintendo New York trên Rockefeller Plaza ở New York, mở cửa cho toàn thể công chúng; và Nintendo Redmond, đồng đặt tại trụ sở NoA ở Redmond, Washington, chỉ mở cửa cho nhân viên Nintendo và những vị khách được mời. Chi nhánh Canada có trụ sở đặt tại Vancouver, British Columbia với trung tâm phân phối tại Toronto, Ontario. Nintendo Treehouse là nhóm bản địa hóa của NoA, bao gồm khoảng 80 nhân viên chịu trách nhiệm dịch văn bản từ tiếng Nhật sang tiếng Anh, tạo video và lên kế hoạch tiếp thị cũng như đảm bảo chất lượng.

### Nintendo of Europe
Công ty con ở Châu Âu của Nintendo được thành lập vào tháng 6 năm 1990, có trụ sở tại Großostheim, Đức. Công ty xử lý các hoạt động trên khắp châu Âu, ngoại trừ Scandinavia, cũng như Nam Phi. Chi nhánh ở Anh (Nintendo UK)  xử lý các hoạt động ở quốc gia đó và ở Ireland từ trụ sở chính ở Windsor, Berkshire. Vào tháng 6 năm 2014, NOE bắt đầu cắt giảm và hợp nhất, dẫn đến 130 lần sa thải: đóng cửa văn phòng và nhà kho, và chấm dứt tất cả việc làm ở Großostheim; hợp nhất tất cả các hoạt động đó, và chấm dứt một số việc làm tại Frankfurt. Tính đến tháng 7 năm 2018, công ty sử dụng 850 nhân viên. Vào năm 2019, NoE đã ký kết với Tor Gaming Ltd. để phân phối chính thức tại Israel.
Trụ sở Nintendo of Europe
- Trụ sở cũ của Nintendo of Europe ở Großostheim, Germany, cho tới năm 2014
- Trụ sở hiện nay của Nintendo of Europe ở Frankfurt, Germany.
- Văn phòng Nintendo Iberica ở Lisbon, Portugal

### Nintendo Australia
Công ty con của Nintendo tại Úc có trụ sở ở Melbourne. Xử lý việc xuất bản, phân phối, bán hàng và tiếp thị các sản phẩm của Nintendo ở Úc, New Zealand và Châu Đại Dương (Quần đảo Cook, Fiji, New Caledonia, Papua New Guinea, Samoa và Vanuatu). Công ty cũng sản xuất một số game Wii nội địa. Nintendo Australia cũng là nhà phân phối bên thứ ba của một số trò chơi từ Rising Star Games, Bandai Namco Entertainment, Atlus, The Tetris Company, Sega, Koei Tecmo và Capcom.

### Nintendo of Korea
Công ty con của Nintendo tại Hàn Quốc được thành lập vào ngày 7 tháng 7 năm 2006 và có trụ sở tại Seoul. Vào tháng 3 năm 2016, công ty con đã bị thu hẹp đáng kể do tái cấu trúc doanh nghiệp sau khi phân tích sự thay đổi của thị trường hiện tại, sa thải 80% nhân viên, chỉ còn lại mười người, bao gồm cả CEO Hiroyuki Fukuda. Điều này không ảnh hưởng đến bất kỳ game nào dự kiến phát hành tại Hàn Quốc và Nintendo vẫn tiếp tục hoạt động ở đó như bình thường.

## Chính sách

### Nguyên tắc nội dung
Trong nhiều năm, Nintendo có chính sách rất nghiêm ngặt về nội dung cho các trò chơi điện tử được xuất bản trên các máy chơi trò chơi điện tử của mình. Mặc dù Nintendo cho phép đồ họa bạo lực trong các trò chơi điện tử được phát hành tại Nhật Bản, nhưng ảnh khỏa thân và tình dục bị nghiêm cấm. Cựu chủ tịch Nintendo, Yamauchi Hiroshi tin rằng nếu công ty cho phép cấp phép các trò chơi khiêu dâm, hình ảnh của công ty sẽ mãi mãi bị hoen ố. Nintendo của Mỹ đã tiến xa hơn khi các trò chơi phát hành cho hệ máy chơi trò chơi điện tử Nintendo không được có ảnh khoả thân, tình dục, ngôn từ tục tĩu (bao gồm phân biệt chủng tộc, phân biệt giới tính hoặc nói tục), máu, đồ họa hoặc bạo lực gia đình, ma túy, thông điệp chính trị hoặc biểu tượng tôn giáo (ngoại trừ những từ liên quan đến tôn giáo những không được chú thích rộng rãi, chẳng hạn như đền Pantheon của Hy Lạp). Công ty mẹ Nhật Bản lo ngại rằng họ có thể bị coi là "Cuộc xâm lược của Nhật Bản" bằng cách áp đặt các tiêu chuẩn của cộng đồng Nhật Bản đối với trẻ em Bắc Mỹ và châu Âu. Trước những nguyên tắc nghiêm ngặt, một số trường hợp ngoại lệ đã xảy ra: Bionic Commando (mặc dù hình chữ thập ngoặc đã bị loại bỏ trong phiên bản Mỹ), Smash TV và Golgo 13: Top Secret Episode có chứa bạo lực nhân quyền, phần sau cũng chứa ngụ ý tình dục và sử dụng thuốc lá; River City Ransom và Taboo: Sixth Sense chứa ảnh khoả thân và phần sau cũng chứa hình ảnh tôn giáo, cũng như Castlevania II và III.
Một tác dụng phụ của chính sách này là phiên bản Genesis của Mortal Kombat có doanh số bán hàng cao hơn gấp đôi so với phiên bản Super NES, chủ yếu là do Nintendo đã buộc nhà phát hành Acclaim phải nhuộm lại màu đỏ máu để trông giống như mồ hôi trắng và thay thế một số màu đẫm máu trong bản phát hành của trò chơi, làm cho nó ít bạo lực hơn. Ngược lại, Sega lại cho phép bạo lực và máu me trong phiên bản Genesis (mặc dù cần có mã để mở khóa máu me). Nintendo cho phép phiên bản Super NES của Mortal Kombat II xuất xưởng mà không bị kiểm duyệt vào năm sau với nội dung cảnh báo trên bao bì.
Hệ thống xếp hạng trò chơi điện tử xuất hiện với tên gọi Hội đồng xếp hạng phần mềm giải trí - Entertainment Software Rating Board (ESRB)năm 1994 và Thông tin trò chơi khu vực châu Âu - Pan European Game Information năm 2003, và Nintendo đã ngừng hầu hết các chính sách kiểm duyệt để người tiêu dùng tự lựa chọn. Ngày nay, những thay đổi đối với nội dung của game được thực hiện chủ yếu bởi nhà phát triển trò chơi hoặc đôi khi theo yêu cầu của Nintendo. Quy tắc rõ ràng duy nhất là các trò chơi được ESRB xếp hạng AO sẽ không được cấp phép trên máy của Nintendo ở Bắc Mỹ, một thông lệ cũng được thực thi bởi Sony và Microsoft, hai đối thủ cạnh tranh lớn nhất của họ trên thị trường hiện tại. Nintendo kể từ đó đã cho phép xuất bản một số trò chơi có nội dung dành cho người trưởng thành trên hệ máy chơi trò chơi điện tử của mình, bao gồm: Perfect Dark, Conker's Bad Fur Day, Doom, Doom 64, BMX XXX, loạt Resident Evil, Killer7, loạt Mortal Kombat, Eternal Darkness: Sanity's Requiem, BloodRayne, Geist, Dementium: The Ward, Bayonetta 2, Devil's Third, và Fatal Frame: Maiden of Black Water. Tuy nhiên, một số trò chơi đã tiếp tục được sửa đổi. Ví dụ: Konami đã buộc phải xóa tất cả các tham chiếu đến thuốc lá trong Metal Gear Solid trên Game Boy Color 2000 (mặc dù phiên bản NES trước của Metal Gear và phần tiếp theo Metal Gear Solid: The Twin Snakes trên GameCube đều bao gồm các tham chiếu đó, cũng như đối với game MadWorld trên Wii), chặt tay chân và máu đã bị xóa khỏi phiên bản chuyển thể lên Nintendo 64 của Cruis'n USA. Một ví dụ khác là Mega Man Zero 3 trong Game Boy Advance, trong đó một trong những con trùm, được gọi là Hellbat Schilt trong bản phát hành ở Nhật và châu Âu, đã được đổi tên thành Devilbat Schilt ở bản địa phương hóa ở Bắc Mỹ. Ở Bắc Mỹ khi phát hành Mega Man Zero, kẻ địch và tên trùm bị giết bằng một đòn tấn công bằng kiếm không chảy máu như trong các phiên bản Nhật Bản. Tuy nhiên, việc phát hành Wii đi kèm với một số trò chơi thậm chí còn gây tranh cãi hơn, chẳng hạn như Manhunt 2, No More Heroes, The House of the Dead: Overkill và MadWorld, ba trò chơi sau được xuất bản dành riêng cho máy chơi trò chơi điện tử tại gia.

### Nguyên tắc cấp phép
Nintendo of America cũng đã có các hướng dẫn trước năm 1993 mà người được cấp phép phải tuân theo để tạo ra các game cho Nintendo Entertainment System, ngoài các hướng dẫn về nội dung trên. Các nguyên tắc đã được thực thi thông qua chip khóa 10NES.
- Người được cấp phép không được phép phát hành cùng một trò chơi cho một máy chơi trò chơi điện tử cạnh tranh trong vòng hai năm.
- Nintendo quyết định số lượng băng sẽ được cung cấp cho người được cấp phép.
- Nintendo quyết định sẽ dành bao nhiêu không gian cho các bài báo và quảng cáo trên tạp chí Nintendo Power.
- Người cấp phép phải đặt hàng số lượng hộp băng tối thiểu từ Nintendo.
- Có giới hạn hàng năm là năm trò chơi mà người được cấp phép có thể sản xuất cho máy chơi trò chơi điện tử của Nintendo.[184] :215 Quy tắc này được tạo ra để ngăn chặn sự bão hòa quá mức của thị trường, nguyên nhân dẫn đến sự sụp đổ của trò chơi điện tử năm 1983.

Quy tắc cuối cùng đã bị phá vỡ theo một số cách; ví dụ, Konami, muốn sản xuất nhiều trò chơi hơn cho máy chơi trò chơi điện tử tại gia của Nintendo, đã thành lập Ultra Games và sau đó là Palcom để sản xuất nhiều hơn với tư cách là một nhà xuất bản khác về mặt kỹ thuật. Điều này gây bất lợi cho các công ty nhỏ hơn hoặc mới nổi, vì họ không đủ khả năng để thành lập các công ty bổ sung. Trong một tác động phụ khác, giám đốc điều hành của Square Co (nay là Square Enix) đã gợi ý rằng giá xuất bản trò chơi trên Nintendo 64 cùng với mức độ kiểm duyệt và kiểm soát mà Nintendo thực thi đối với các trò chơi của mình, đặc biệt là Final Fantasy VI, là những yếu tố dẫn đến việc chuyển tập trung về phía hệ máy chơi trò chơi điện tử PlayStation của Sony.
Năm 1993, một vụ kiện tập thể đã được đưa ra chống lại Nintendo với cáo buộc rằng chip khóa của họ đã kích hoạt các hoạt động kinh doanh bất công. Vụ việc đã được giải quyết, với điều kiện người tiêu dùng California được nhận phiếu giảm giá 3 đô la cho một trò chơi do Nintendo lựa chọn.

### Bảo vệ quyền sở hữu trí tuệ
Nintendo, nói chung đã chủ động đảm bảo rằng tài sản trí tuệ của mình trong cả phần cứng và phần mềm đều được bảo vệ. Với NES, Nintendo đã sử dụng một hệ thống khóa chỉ cho phép các hộp băng trò chơi được ủy quyền sản xuất mới có thể chơi được trên máy.
Nintendo đã sử dụng bản giả lập của chính họ hoặc được cấp phép từ bên thứ ba để phát hành lại trò chơi từ các nền tảng cũ của họ trên các hệ máy mới hơn, với Virtual Console, công cụ này đã phát hành lại các game cổ điển dưới dạng tải xuống, thư viện NES và SNES cho Nintendo Switch Online với các máy chuyên dụng như NES Mini và SNES Mini. Tuy nhiên, Nintendo đã có lập trường cứng rắn chống lại việc giả lập không có giấy phép các trò chơi điện tử và máy của mình, tuyên bố rằng đây là mối đe dọa lớn nhất đối với quyền sở hữu trí tuệ của các nhà phát triển trò chơi điện tử. Hơn nữa, Nintendo đã thực hiện hành động chống lại các trò chơi do người hâm mộ tạo ra đã sử dụng các khía cạnh quan trọng của IP của họ, đưa ra thư ngừng và hủy đăng ký đối với các dự án này hoặc các khiếu nại liên quan đến Đạo luật Bản quyền Thiên niên kỷ kỹ thuật số đối với các dịch vụ lưu trữ các dự án này.
Trong những năm gần đây, Nintendo liên tục thực hiện hành động pháp lý chống lại các trang web cố ý phân phối bản ROM của trò chơi của họ. Vào ngày 19 tháng 7 năm 2018, Nintendo đã kiện Jacob Mathias, chủ sở hữu của các trang web phân phối bản ROM là LoveROMs và LoveRetro, vì "vi phạm trắng trợn và quy mô lớn đối với quyền sở hữu trí tuệ của Nintendo."  Nintendo đã thanh toán với Mathias vào tháng 11 năm 2018 với giá hơn 12 triệu đô la Mỹ cùng với việc từ bỏ tất cả bản ROM thuộc quyền sở hữu của họ. Mặc dù Nintendo có khả năng đã đồng ý với một khoản tiền phạt nhỏ hơn ở chế độ riêng tư, nhưng số tiền lớn được coi là biện pháp ngăn chặn các trang web tương tự chia sẻ bản ROM. Nintendo đệ đơn kiện khác đối với RomUniverse vào tháng 9 năm 2019, công ty cũng cung cấp các bản sao vi phạm của các game Nintendo DS và Switch ngoài bản ROM. Cùng tháng đó, Nintendo cũng đã thắng kiện tại Anh nhằm buộc các nhà cung cấp dịch vụ Internet lớn trong nước chặn quyền truy cập vào các trang web cung cấp các bản sao vi phạm bản quyền của phần mềm Switch hoặc các bản hack để Nintendo Switch chạy phần mềm trái phép. Trớ trêu thay, những cá nhân hack phiên bản Wii Virtual Console của Super Mario Bros. đã phát hiện ra rằng bản ROM mà Nintendo sử dụng có thể đã được tải xuống từ một trang web phân phối ROM. Trong một hành động liên quan, Nintendo đã gửi thư ngừng và hủy bỏ danh sách tới các nhà tổ chức giải đấu The Big House Super Smash Bros. năm 2020 được tổ chức hoàn toàn trực tuyến do đại dịch COVID-19. Nintendo đã đưa ra vấn đề với giải đấu bằng cách sử dụng các phiên bản mô phỏng của Super Smash Bros. Melee đã bao gồm một user mod để chơi qua mạng, vì điều này sẽ yêu cầu phải trích xuất một bản sao của Melee để chơi, một hành động mà họ không thể chấp nhận.
Trong một trường hợp đáng chú ý khác, Nintendo đã tìm kiếm hành động thực thi chống lại một tin tặc trong vài năm, người này đã xâm nhập vào cơ sở dữ liệu nội bộ của Nintendo bằng nhiều cách khác nhau, bao gồm lừa đảo để có được kế hoạch về những trò chơi và phần cứng mà hãng dự định công bố cho các chương trình sắp tới như E3, làm rò rỉ thông tin này lên Internet, ảnh hưởng đến cách nhận các thông báo của riêng Nintendo. Mặc dù người đó còn ở tuổi vị thành niên khi Nintendo đưa Cục Điều tra Liên bang - Federal Bureau of Investigation (FBI) để điều tra và đã bị FBI cảnh báo hủy bỏ danh sách, người này vẫn tiếp tục trong năm 2018 và 2019 khi trưởng thành, chế nhạo hành động của hãng trên mạng xã hội. Kết quả là các tay tội phạm đã bị bắt vào tháng 7 năm 2019, và ngoài các tài liệu xác nhận các vụ hack, FBI đã tìm thấy một số tệp trò chơi trái phép cũng như nội dung khiêu dâm trẻ em trên máy tính, khiến cả bọn phải nhận tội cho tất cả những việc đã gây ra vào tháng 1 năm 2020. Tương tự, Nintendo cùng với The Pokémon Company đã dành thời gian khá nhiều để xác định ai đã làm rò rỉ thông tin về Pokémon Sword and Shield vài tuần trước khi Nintendo Directs diễn ra, cuối cùng truy vết rò rỉ ngược trở lại một nhà báo chuyên viết về trò chơi người Bồ Đào Nha, người này đã rò rỉ thông tin từ các bản đánh giá chính thức của trò chơi và sau đó cắt đứt quan hệ với nhà sản xuất bản.
Bài chi tiết: Rò rỉ dữ liệu Nintendo 2020
Bất chấp những nỗ lực bảo vệ IP của mình, một vụ rò rỉ tài liệu lớn, bao gồm mã nguồn, tài liệu thiết kế, bản vẽ, tài liệu phần cứng và thông tin nội bộ khác chủ yếu liên quan đến Nintendo 64, GameCube và Wii, đã xuất hiện vào tháng 5 năm 2020. Vụ rò rỉ có thể liên quan đến BroadOn, một công ty mà Nintendo đã ký hợp đồng để giúp thiết kế Wii, nhưng cũng có thể là do Zammis Clark, một nhân viên của Malwarebytes và là hacker đã nhận tội xâm nhập vào máy chủ của Microsoft và Nintendo trước đó giữa Tháng 3 và tháng 5 năm 2018.
Một vụ rò rỉ lớn thứ hai xảy ra vào tháng 7 năm 2020, được gọi là "Gigaleak" vì nó chứa hơn một gigabyte dữ liệu và được cho là có liên quan đến vụ rò rỉ tháng 5 năm 2020. Bao gồm mã nguồn và nguyên mẫu của một số trò chơi phát hành đầu những năm 1990 trên SNES bao gồm Super Mario Kart, Yoshi's Island, Star Fox và Star Fox 2, cũng như các công cụ phát triển nội bộ và các thành phần phần mềm hệ thống, với tính xác thực của tài liệu được xác nhận bởi Dylan Cuthbert, một lập trình viên cho Nintendo trong thời kỳ đó. Sự rò rỉ cũng có nguồn gốc từ một số trò chơi Nintendo 64 bao gồm Super Mario 64, The Legend of Zelda: Ocarina of Time và hệ điều hành của máy chơi trò chơi điện tử. Gigaleak cũng chứa các tệp cá nhân của các nhân viên Nintendo, làm dấy lên lo ngại về nguồn gốc và sự lây lan của nó.

### Dấu ấn chất lượng - Seal of Quality
Con dấu biểu trưng mặt trời vàng chiếu sáng lần đầu tiên được sử dụng bởi Nintendo of America và sau đó là Nintendo of Europe. Nó được hiển thị trên bất kỳ trò chơi, hệ máy hoặc phụ kiện nào được cấp phép sử dụng trên một trong các máy chơi trò chơi điện tử của hãng, biểu thị trò chơi đã được Nintendo phê duyệt. Con dấu cũng được hiển thị trên bất kỳ hàng hóa nào được Nintendo cấp phép, chẳng hạn như thẻ bài, sách hướng dẫn trò chơi hoặc quần áo, mặc dù vẫn có dòng chữ "Sản phẩm được cấp phép chính thức của Nintendo." (Official Nintendo Licensed Product.) 
Vào năm 2008, nhà thiết kế game Sid Meier đã trích dẫn Seal of Quality là một trong ba đổi mới quan trọng nhất trong lịch sử trò chơi điện tử, vì nó đã giúp thiết lập tiêu chuẩn về chất lượng trò chơi nhằm bảo vệ người tiêu dùng khỏi phần mềm bị bắt buộc cài đặt.

#### Khu vực NTSC
Ở các vùng NTSC, con dấu này là một khối ánh sao hình elip được đặt tên là "Official Nintendo Seal". Ban đầu, đối với các nước NTSC, con dấu là một hình sao lớn, tròn, có màu đen và vàng. Con dấu có nội dung như sau: "Con dấu này là sự đảm bảo cho bạn rằng NINTENDO đã chấp thuận và đảm bảo chất lượng của sản phẩm này." Con dấu này sau đó đã được thay đổi vào năm 1988: "được phê duyệt và đảm bảo" được đổi thành "được đánh giá và phê duyệt." Vào năm 1989, con dấu trở thành vàng và trắng, như bây giờ, với một cụm từ rút gọn, "Con dấu chất lượng chính thức của Nintendo." (Official Nintendo Seal of Quality.)Nó đã được thay đổi vào năm 2003 thành "Con dấu chính thức của Nintendo." ("Official Nintendo Seal.") 
Con dấu hiện tại ghi:
Con dấu chính thức là sự đảm bảo của bạn rằng sản phẩm này được cấp phép hoặc sản xuất bởi Nintendo. Luôn tìm kiếm con dấu này khi mua hệ máy trò chơi điện tử, phụ kiện, trò chơi và các sản phẩm liên quan.

#### Vùng PAL
Ở các khu vực PAL, con dấu là một hình sao, tròn, được đặt tên là "Con dấu chất lượng nguyên bản của Nintendo." ("Original Nintendo Seal of Quality.") Văn bản gần con dấu trong sách hướng dẫn Wii ở Úc nêu rõ:
Con dấu này là sự đảm bảo cho bạn rằng Nintendo đã xem xét sản phẩm này và nó đã đáp ứng các tiêu chuẩn của chúng tôi về sự xuất sắc trong tay nghề, độ tin cậy và giá trị giải trí. Luôn tìm con dấu này khi mua trò chơi và phụ kiện để đảm bảo tính tương thích hoàn toàn với sản phẩm Nintendo.

### Những dự án từ thiện
Năm 1992, Nintendo hợp tác với Starlight Children Foundation để xây dựng các máy giải trí di động Starlight Fun Center và lắp đặt chúng trong các bệnh viện. 1.000 thiết bị Starlight Nintendo Fun Center đã được cài đặt vào cuối năm 1995. Các thiết bị này kết hợp một số hình thức giải trí đa phương tiện, bao gồm cả game, và phục vụ như một phương tiện phân tâm để phục hồi tâm trạng và nâng cao tinh thần cho trẻ em trong thời gian nằm viện.

### Hồ sơ bảo vệ môi trường
Nintendo liên tục bị xếp hạng cuối cùng trong "Guide to Greener Electronics" của Greenpeace do Nintendo không công bố thông tin. Tương tự, họ được xếp hạng cuối cùng trong "Conflict Minerals Company Rankings" của Enough Project do Nintendo từ chối phản hồi các yêu cầu cung cấp thông tin.
Giống như nhiều công ty điện tử khác, Nintendo cung cấp một chương trình tái chế cho phép khách hàng gửi các sản phẩm cũ mà họ không còn sử dụng đến. Nintendo of America tuyên bố rằng họ đã thu về 548 tấn sản phẩm bị trả lại trong năm 2011, 98% trong số đó được tái sử dụng hoặc tái chế.